# História da Record

Paulo Machado de Carvalho, o fundador da Record.

A Record foi fundada no dia 27 de setembro de 1953 pelo empresário Paulo Machado de Carvalho. Inicialmente cobrindo a capital paulista através do canal 7 VHF, a Record iniciou sua primeira tentativa de expansão nacionalmente no ano de 1959, quando, em conjunto com a agora extinta TV Rio, liderou a Emissoras Unidas de Rádio e TV e, posteriormente, a Rede de Emissoras Independentes (REI). Porém a emissora somente conseguiu estabilizar-se como uma rede nacional a partir do ano de 1990.
Nos anos 70, a TV Record teve 50% de suas ações adquiridas pelo empresário Silvio Santos. Posteriormente, Silvio Santos também inaugurara sua própria emissora de TV, o SBT, fazendo com que a Record "caísse" em audiência e faturamento.
No dia 9 de novembro de 1989, a Record, já aos frangalhos, foi adquirida por US$ 45 milhões pelo empresário e líder da Igreja Universal do Reino de Deus, Edir Macedo. Após a compra, a pequena emissora passa por uma grande reforma administrativa e econômica, conseguindo recuperar sua audiência perdida e tornando-se uma grande rede nacional de emissoras.
Atualmente a Record ocupa a segunda colocação em audiência nacional e faturamento. Seus estúdios localizam-se no bairro da Barra Funda, Zona Oeste de São Paulo, possuindo ainda um complexo de estúdios de teledramaturgia no bairro de Vargem Grande, Zona Oeste do Rio de Janeiro, chamado Casablanca Estúdios.

## Antecedentes
O empresário Paulo Machado de Carvalho havia se unido com seu cunhado João Batista do Amaral, a Jorge Alves Lima e ao técnico de som Leonardo Jones Júnior para, juntos, adquirirem uma emissora de rádio de Álvaro Liberato de Macedo. Esta estação, que por sua vez foi criada em 1928, possuía o mesmo nome de uma loja de discos pertencente a Álvaro: Record. A então Rádio Sociedade Record foi vendida, à época, pelo valor de 31 contos de réis ao grupo Machado de Carvalho em 1931.
Posteriormente, Paulo Machado de Carvalho conseguiu expandir ainda mais seus negócios quando, em 1934, fundou a Rádio Excelsior e adquiriu a Rádio Pan-Americana, especializada em novelas, transformado-a na Rádio Jovem Pan, focando-a principalmente em esportes. Em 1948, o grupo de Paulo Machado criou as Emissoras Unidas, constituídas pelas Rádios Record, Pan-Americana, São Paulo, Bandeirantes e Excelsior. Com a chegada da televisão no Brasil, em 1950, Paulo resolveu investir também no novo meio de comunicação e conseguiu uma concessão para operar o canal 7 (número que o próprio Paulo considerou "favorável") de São Paulo em 22 de novembro daquele ano.
Já de olho no novo empreendimento, Carvalho montou um estúdio na Avenida Miruna, 713, no bairro de Congonhas, Zona Sul de São Paulo. O empresário ainda providenciou moderníssimos equipamentos para a montagem da nova emissora de televisão vindos dos Estados Unidos e que adentraram no Brasil pelo Porto de Santos. Alguns meses antes da estreia, a Record chegou a fazer algumas transmissões experimentais exibindo o coral da Escola Normal Caetano de Campos e a orquestra da Força Pública de São Paulo. A nova emissora estava pronta para ir ao ar e seria o terceiro canal de TV a estrear na cidade de São Paulo logo após a pioneira TV Tupi (na época o canal 3) e a TV Paulista (canal 5, atual TV Globo São Paulo).

## Década de 1950

Sandra Amaral durante a inauguração da emissora em 1953.

Depois de uma grande divulgação midiática, a TV Record começou a operar de fato às 8hr53min da noite do dia 27 de setembro de 1953. A primeira imagem a ser transmitida oficialmente pela emissora foram dos apresentadores Blota Júnior e sua esposa Sônia Ribeiro anunciando a estreia da TV Record. Após isso, o canal exibiu sua primeira vinheta (uma rosa-dos-ventos com a inscrição TV Record - Canal 7 logo abaixo) e exibiu um programa musical apresentado por Hélio Ansaldo e Sandra Amaral.

Homem operando uma câmera da TV Record na década de 50.

Em seus primeiros tempos de operações, a Record exibiu diversas atrações musicais. Aproveitando-se disso, o canal conseguiu também realizar entrevistas exclusivas com renomados cantores internacionais na época como os célebres artistas Nat King Cole, Charles Aznavour, Ella Fitzgerald e Marlene Dietrich. Nessa época também eram exibidos programas esportivos, teatrais, humorísticos e informativos. Em 1954, a Record levou ao ar o primeiro seriado produzido no Brasil, Capitão 7, estrelado por Ayres Campos e Idalina de Oliveira, que durou até 1966. Ainda em 1954, foi criado o programa Mesa Redonda, apresentado por Geraldo José de Almeida e Raul Tabajara. Em 1955, estreou a Grande Gincana Kibon, que durou dezesseis anos na grade da emissora.
Interessado em expandir a Record em uma rede de televisão nacional, Paulo Machado de Carvalho uniu-se novamente a seu cunhado João Batista do Amaral, que era dono da carioca TV Rio, para unirem seus respectivos canais de TV com o intuito de transforma-los em uma rede nacional de emissoras. Com isso, em 1955 surgiu as Emissoras Unidas, que criou um elo entre as duas emissoras que permitiriam futuramente a troca de produções entre elas. Nessa fase, a Record exibiu ao vivo o Grande Prêmio de Turfe do Brasil, diretamente do Jóquei Clube do Rio de Janeiro, tornando-se a primeira emissora a transmitir o evento.
Em 1958, é lançado pelas Emissoras Unidas o primeiro programa regular produzido pelas TVs Record e Rio, chamado Show 713. O programa era diário e exibido ao meio-dia. Com duas horas de duração, apresentava entrevistas, reportagens e números musicais das duas cidades. A tela era dividida ao meio, ficando cada cidade com uma metade para suas atrações. No ano seguinte, a emissora paulista inaugura a primeira sede do Teatro Record na Rua da Consolação, próximo ao centro de São Paulo. Durante a cerimônia de abertura do teatro, o cantor Roy Hamilton se apresenta no local e a TV Record transmite o seu show ao vivo.
A TV Rio e a TV Record passariam, a partir desse período, a inaugurarem várias retransmissoras pelo Brasil para a rede das Emissoras Unidas, transmitindo programações tanto da emissora paulista quanto da carioca

## Década de 1960
Em 21 de abril de 1960, a Record se torna a única emissora fora de Brasília a cobrir a festa de inauguração da então nova capital federal. Em maio do mesmo ano, a emissora sofre um grande incêndio em seus estúdios em Moema, na cidade de São Paulo e se vê obrigada a utilizar mais dos programas da TV Rio para preencher sua programação. O restante das Emissoras Unidas também é obrigado a transmitir mais programas da emissora carioca enquanto que a Record se reergue. Apesar do episódio negativo, a Record se consagraria popularmente durante todos os anos 60, chegando a liderança de audiência em alguns momentos.

Primeiro logotipo da Record. Frame retirado de uma vinheta muito utilizada entre os anos 50 e 60.

Quatro anos depois do incêndio, a Record, já reestruturada, contrata alguns comediantes, dentre eles Jô Soares, que estreia aos sábados o programa Jô Show; e Renato Corte Real, com o humorístico Papai Sabe Nada, uma paródia à série americana Papai Sabe Tudo, que por sua vez é estrelada por Robert Young. A partir de 1965, a emissora volta suas atenções à Música Popular Brasileira (MPB) e alcança grandes índices de audiência. Programas como O Fino da Bossa de Jair Rodrigues e Elis Regina, os famosos Festivais da MPB, vindos da TV Excelsior e Jovem Guarda de Roberto Carlos, Erasmo Carlos e Wanderléa, tinham como objetivo divulgar a música brasileira em meio a forte Ditadura Militar no país.

Apesar da Record ter passado por uma fase áurea nos anos 60 a emissora enfrentou diversas dificuldades nesse período. Nesta imagem a apresentadora Hebe Camargo está ajudando na retirada de equipamentos durante um incêndio nos estúdios da emissora em 1966.

Em 1966 a emissora novamente sofre um incêndio ocorrido na manhã do dia 29 de julho, desta vez de proporções mais sérias. O prejuízo foi calculado em cerca de dois bilhões de cruzeiros na época. Em meio a tanta devastação, foram perdidos cerca de 320 rolos de fitas, algumas incluindo longos e preciosos trechos da inauguração da TV Record, em 1953. Com a chegada da TV Globo São Paulo e o crescimento da antiga rival Tupi, a Record perde parte considerável de sua audiência. Apesar dos momentos ruins, a emissora lança, em 1967, o clássico seriado A Família Trapo com Jô Soares e Ronald Golias tornando-se o maior sucesso da TV Record até então, ficando no ar até 1970.
Devido a alguns desentendimentos entre diretores da Record e da TV Rio por conta da carioca ter adquirido direitos de algumas produções da Tupi (principal concorrente da Record até então), as duas emissoras decidem extinguir a Rede de Emissoras Unidas e, posteriormente, criam a Rede de Emissoras Independentes (REI).
Depois de mais um grave incêndio ocorrido no dia 17 de julho de 1969, desta vez no Teatro Record no bairro da Consolação em São Paulo, a emissora decide transferir suas instalações dali para a Rua Augusta, 973, ficando ainda mais próxima do centro de São Paulo. No dia 27 de setembro de 1968, durante as comemorações de quinze anos de operações, a Record ergue e inaugura sua torre de transmissão de televisão, a Torre Grande Avenida localizada na Avenida Paulista, 1754, 19.º Andar, no bairro da Bela Vista em São Paulo.

## Década de 1970

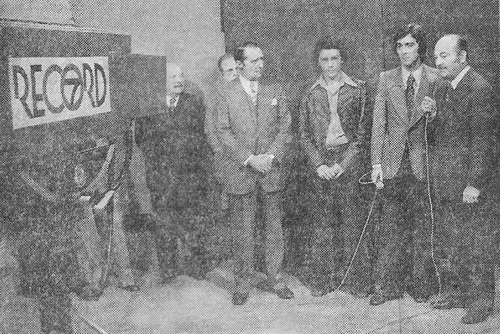
Estúdios da Rede Record na década de 1970.

Na virada da década, o apresentador Chacrinha muda-se para São Paulo, devido as poucas oportunidades de trabalhar na televisão no Rio de Janeiro naquela época, já que a TV Globo dominava o mercado carioca. O animador assinou um contrato com a TV Record e passou a apresentar seus programas direto do Teatro Record-Augusta, alcançando considerável audiência. Em 1970, juntamente com as redes Globo, Bandeirantes e Tupi, a TV Record (encabeçando as Emissoras Independentes) transmite a Copa do Mundo FIFA de 1970, a primeira Copa a ser transmitida ao vivo para o Brasil; para isso o canal conta com uma grande equipe de jornalistas, repórteres e narradores liderados por Geraldo José de Almeida. Ainda nessa época, a Record passa a investir em telenovelas; a emissora lança grandes sucessos de audiência como os clássicos As Pupilas do Senhor Reitor e Os Deuses Estão Mortos, ambas de Lauro César Muniz. No dia 10 de abril de 1972, as TVs Rio, Record e Difusora de Porto Alegre se unem para transmitirem diretamente de Los Angeles, Estados Unidos, a cerimônia do Oscar 1972. Nessa época, vários programas se destacaram, como o Record em Notícias (criado em 1973), apresentado diariamente ao meio-dia por Hélio Ansaldo e uma banca de comentaristas; Bronco Total, programa humorístico estrelado pelo comediante Ronald Golias; e Os Insociáveis estrelado pelo grupo que mais tarde seria conhecido como Os Trapalhões. Com a venda da TV Rio para outros empresários, a Record torna-se a única administradora das Emissoras Independentes.
Apesar de apresentar atrações interessantes nesse período a Record passa a enfrentar uma grave crise, chegando a vender o Teatro Record da Augusta no centro de São Paulo para tentar se livrar da má situação, restando-lhe apenas os antigos estúdios da Avenida Miruna no Jardim Aeroporto na capital paulista. Porém, a crise se agrava ainda mais com um incêndio em sua torre de transmissão em maio de 1974. Paulo Machado de Carvalho, proprietário do canal, não vê outra saída se não de coloca-lo à venda metade dele com o objetivo de conseguir capital para sustentar-se. Para continuar no controle, a família Machado de Carvalho decide vender a emissora em dois lotes distintos, um de 40% e um de 10%. Os 40% são vendidos para uma associação de fazendeiros do norte do estado de São Paulo e os 10% são adquiridos por empresários da capital paulista. Dessa forma, a TV Record consegue fôlego novo, inclusive contrata Flávio Cavalcanti que antes trabalhava na TV Tupi Rio de Janeiro e também impede a saída de Raul Gil, sua principal atração, para a TV Bandeirantes, renovando seu contrato. Todavia, a emissora não consegue evitar a saída Chacrinha para a TV Tupi. Ainda em 1974, a Record, novamente liderando a REI, transmite a Copa do Mundo diretamente da Alemanha Ocidental.
Em 1976, o empresário e animador Silvio Santos convence a associação de fazendeiros, proprietários de 40% da TV Record a lhe vender esse percentual e sai para a compra dos 10% de posse dos empresários paulistanos. Em maio daquele ano, o Grupo Silvio Santos finalmente consegue adquirir os 10% necessários das ações da Record e decide ir a justiça, reivindicando seu direito de administra-la. O Grupo Paulo Machado de Carvalho não concorda com a situação, mas é obrigado a aceitar administrar a emissora junto com Grupo Silvio Santos, comportando-se como antagônico, inclusive usando a imprensa para fazer críticas ao grupo rival. Com isso, Silvio passaria a ter mais espaço para exibir os seus programas em um canal de TV, uma vez que o animador havia perdido espaço na Globo, emissora que trabalhara antes da compra da metade da Record. O empresário também vence uma concessão para administrar o canal 11 do Rio de Janeiro e batiza a nova emissora carioca com o nome de TVS - TV Studios e passa a trocar alguns programas dela com a TV Record de São Paulo.
Apesar do sucesso de audiência que os programas de Silvio traz para Record (e que também eram exibidos pela REI), a emissora perde bastante público por conta do crescimento da Rede Globo. A Rede de Emissoras Independentes, ainda lideradas pela Record, perde a liderança nacional de audiência para a emissora global. Mesmo com o declínio, Silvio Santos e Paulo Machado de Carvalho conseguem adquirir concessões para operar canais de TV em Franca e São José do Rio Preto ampliando a cobertura da Record no interior do estado de São Paulo. A emissora passa a apresentar alguns desenhos animados, seriados e filmes americanos em sua grade e também contrata Silvio Luiz para apresentar o programa De Olho no Lance já quase no fim da década.

## Década de 1980

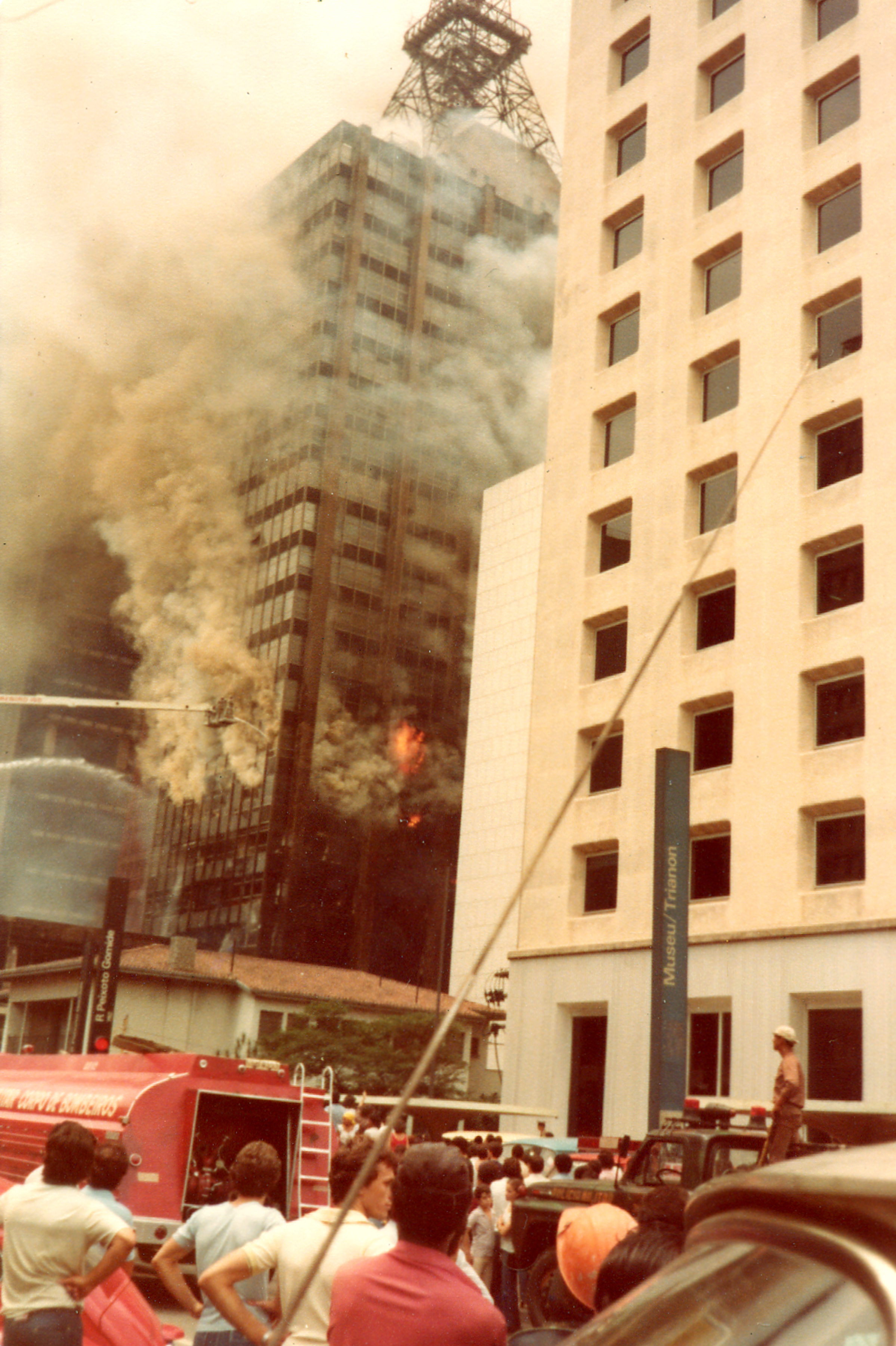
O incêndio de 1981 no Edifício Grande Avenida onde se localiza a antena transmissora da Record.

Com o fechamento da Rede Tupi em 1980, Silvio Santos decide concorrer por algumas concessões antigas da extinta emissora. Da Tupi, o empresário ganha as licitações dos canais 4 de São Paulo, o canal 5 de Porto Alegre (antiga TV Piratini) e o canal 2 de Belém (TV Marajoara). Silvio Santos ainda recebe o canal 9 do Rio de Janeiro (antes pertencente a TV Continental) e o canal 12 de Brasília. Em 1981, Silvio integra as emissoras ao Sistema Brasileiro de Televisão (SBT) e a TV Record de São Paulo passa a se tornar uma espécie de retransmissora da nova rede, mesmo Silvio possuindo, agora, uma emissora só sua na capital paulista, a então TVS Canal 4 São Paulo (atual SBT São Paulo).
Todavia, o próprio Silvio Santos decidiu que a Record teria uma programação mais "própria" e "independente" do SBT, sem muita influência direta do animador e que o canal 9 do Rio vencido por ele pertenceria a Record. Com isso, a TV Record Rio de Janeiro foi lançada ao ar no dia 3 de abril de 1982, marcando a primeira vez em que a Record utilizou esse nome na capital fluminense de fato. Assim como a filial paulistana, a Record carioca também pertencia a REI, transmitindo vários programas da geradora paulista, mas também produzindo alguns programas próprios. Apesar disso, a Record ainda exibia simultaneamente de forma regular o Programa Silvio Santos juntamente com o SBT.
Em 14 de fevereiro de 1981 o Edifício Grande Avenida, onde se localiza a torre de transmissão do canal, sofre um grave incêndio. Apesar disso, a Torre da Record não sofreu nenhum dano e o funcionamento da mesma não foi afetado. Todavia, o ocorrido acabou vitimando 17 pessoas e deixou 53 feridos.
Com o surgimento do SBT, a TV Record foi ficando em segundo plano para Silvio Santos. A partir daí, a emissora dos Machado de Carvalho foi perdendo bastante público e, consequentemente, faturamento, a qual mais uma vez foi mergulhando aos poucos numa crise. A audiência da emissora despenca para o quinto lugar no Ranking Nacional de Emissoras, perdendo para as grandes Globo, SBT, Bandeirantes e a novata Rede Manchete ; um exemplo da má qualidade que se encontrava a emissora era o programa Clube dos Esportistas apresentado por Sílvio Luiz, que, na grande maioria das vezes, sequer registrava um ponto no IBOPE; os próprios diretores da atração reconheceram o fracasso, tanto que, em algumas ocasiões no fim dos créditos finais, eram exibidos dizeres falando que o programa era um dos piores da emissora. Mesmo assim, conta com relativos sucessos no jornalismo, como o Jornal da Noite, apresentado inicialmente por Paulo Markun e Sílvia Poppovic em 1984 e Carlos Nascimento em 1989 sendo que nesse ano tinha 2h de duração e transmitida em cadeia para as cidades de São Paulo, Rio de Janeiro e para o restante das Emissoras Independentes filiadas a Record. Em 1983, entra no ar o programa Especial Sertanejo, sob o comando de Marcelo Costa, que ficou no ar ate 2000. Em maio de 1986, o canal transmitiu a Copa do Mundo num pool com o SBT e ganhou um novo logotipo, um losango dourado com fundo azul em setembro do mesmo ano.
Percebendo a grande queda da Record e mais preocupado em administrar o SBT do que a pequena emissora paulista, Silvio Santos decide não investir mais na Record e ainda desvincula o canal 9 do Rio de Janeiro, pertencente ao canal dos Machado de Carvalho. O canal 9 carioca então, passa a se chamar TV Copacabana e depois TV Corcovado, mas continua como parte das Emissoras Independentes até 1989, quando a REI encerrou suas atividades definitivamente. Convicto de que a TV Record poderia não ter mais alguma importância tanto para Silvio Santos quanto para Paulo Machado de Carvalho, o animador convence o empresário a vender a emissora, já aos frangalhos. Nesse momento, a Record limitou-se em apenas três emissoras próprias: TV Record São Paulo (geradora), TV Record Franca-Ribeirão Preto e TV Record Rio Preto.
Enquanto o destino da emissora era discutido pela família Machado de Carvalho e por Silvio Santos, a Record, agora novamente sendo uma emissora local depois da desintegração das Emissoras Independentes, realiza alguns esforços para ainda tentar atrair a atenção do público: o canal decide exibir algumas produções estrangeiras consagradas e investe um pouco mais em jornalismo, remodelando seus telejornais. Em julho de 1987, a Record deixa de exibir o Programa Silvio Santos, devido ao impasse entre os grupos Paulo Machado de Carvalho e Silvio Santos. Em agosto de 1988 ela reestreia o Imagens do Japão, que voltou a ser exibido na cidade e no estado de São Paulo e no fim do ano de 1988 a emissora em parceria com uma produtora independente fez uma retrospectiva disfarçada e bem-humorada do próprio ano usando imagens de 1958.

### Edir Macedo compra a emissora
O bispo e empresário Edir Macedo Bezerra, líder da Igreja Universal do Reino de Deus, estava nos Estados Unidos quando ficou sabendo que a TV Record estava a venda através um telefonema de seu até então advogado e responsável da IURD no Brasil, Paulo Roberto Guimarães. Edir se interessou pelo canal e nomeou o pastor Laprovita Vieira para ser o intermediário da compra da Record. Laprovita fez uma reunião com Demerval Gonçalves (responsável pela venda e representante de Silvio Santos e da família Machado de Carvalho) na antiga sede da emissora, no bairro de Moema, em São Paulo. A negociação foi rápida. A TV Record foi vendida pelo astronômico preço de US$ 45 milhões, porém, a compra só foi quitada em 1992. A compra da emissora foi alvo de polêmicas, levando até mesmo a uma investigação da Polícia Federal onde foi descoberto que Macedo havia usado dinheiro de empréstimos sem juros da Igreja Universal para adquirir a estação, posteriormente o líder religioso foi condenado a pagar uma multa por não declarar esse dinheiro.
Com a grande cobertura da mídia na época, comentou-se que a Record poderia virar um canal religioso, cogitando-se até uma eventual mudança do nome da emissora para Reino de Deus. De fato, Edir e a nova direção da Record realmente não sabiam o que iriam fazer com ela: se a transformaria mesmo numa emissora da Igreja Universal ou a manteria como uma emissora comercial. Isso só foi decidido algum tempo depois; Macedo optou por manter o nome original do canal por tradição, só alterando para Rede Record, e continuou com as atividades comerciais da emissora. Todavia, como a Igreja Universal precisava de uma mídia de grande alcance para divulgar suas atividades, ficou decidido também que seriam exibidos alguns programas da igreja, principalmente no horário da madrugada. Edir Macedo só tomou posse de fato da Record em 1991.

## Década de 1990
Apesar de Edir Macedo só assumir a emissora definitivamente em 1991, a Record já realiza grandes mudanças antes disso. A começar pelo seu logotipo: o losango dourado usado na gestão anterior de Silvio Santos e Paulo Machado de Carvalho é substituído por uma esfera azul clara, com três faixas circulares em vermelho, verde e azul cercando-a. A nova logomarca estreia no dia 16 de julho de 1990, juntamente com a nova programação da emissora, que a partir dessa data passa a se auto-denominar Rede Record de Televisão. A mudança gradativa de seus diretores e administradores surte um ótimo efeito para Record, tanto que no mês de outubro daquele mesmo ano a emissora chega a empatar em alguns momentos com a Globo na audiência da região da Grande São Paulo. Nessa época são lançados vários programas novos na emissora como o Pintando o Sete, programa destinado ao público infantil que exibia diversos desenhos; Super Esporte, atração que mostrava notícias do esporte; e também sua nova sessão de filmes: Super Tela, a qual é exibida até os dias atuais. O telejornalismo é mantido como o carro-chefe da emissora, e o Jornal da Record passa a ser exibido também aos domingos e tendo correspondentes no exterior. Alguns programas da antiga gestão também são mantidos como o Programa Ferreira Netto, um talk show apresentado pelo jornalista Ferreira Netto. A emissora também passa a exibir produções estrangeiras consagradas como as séries Super Vicky, Perdidos no Espaço, Os Três Patetas, Viagem ao Fundo do Mar, Família Robinson, O Túnel do Tempo, Daniel Boone, dentre outros clássicos antigos.
Em 27 de setembro de 1990, a emissora comemora 37 anos de existência com a chegada de sua primeira afiliada, a TV Guajará de Belém/PA. Em setembro do mesmo ano a Record se transformou em rede nacional e passou a transmitir a sua programação para todo o Brasil via satélite no Brasil SAT B1. No mesmo mês emissora adquire a TV Capital de Brasília (que já havia transmitido sinal da Record anteriormente através da extinta REI) e se transforma na Record Brasília. A Rede Record iniciava, aos poucos, seu crescimento pelo Brasil adquirindo várias emissoras locais pelo país e retransmissoras posteriormente.
Em 1991 a emissora chegava a Belo Horizonte em Minas Gerais e ganha duas afiliadas no Brasil: a TV Candelária de Porto Velho-RO e a TV Imperial de Boa Vista-RR as duas por sinal são as que transmitem a emissora há mais de vinte anos sendo as mais antigas da rede (considerando as desfiliações das TVs Guajará e Exclusiva). Ainda nesse ano o canal estreou o programa feminino Note e Anote, inicialmente com a apresentação de Jussara Freire.
Em 1992, já com Edir Macedo se tornado dono de facto do canal, um novo incêndio irrompe mais uma vez nos estúdios da TV Record. Dessa vez, o sinistro ocorrido é visto como bastante providencial pela direção da emissora, cuja compra pelo líder da Igreja Universal vem sendo questionada por alguns setores da sociedade. Com o incêndio, vários documentos relativos a venda da Record se perdem, fazendo com que alguns pontos da transação jamais fossem esclarecidos. Em meados daquele ano, a Record muda seu logotipo tornando-o prateado com alguns detalhes coloridos nos seus arcos. Em 9 de abril de 1992 a emissora conseguiu sua quinta afiliada no Brasil: a TV Manaus, canal 10 de Manaus-AM, que permaneceu na rede até 2007. No mesmo ano de 1992 (seis anos depois de Silvio Santos desativar o canal 9 da antiga Record fluminense) a emissora retornava ao Rio de Janeiro ao adquirir a TV Rio, transformando-a em TV Record Rio de Janeiro; após autorização do então presidente Fernando Collor que assinou a outorga de concessão da emissora para Edir Macedo. Segundo algumas versões, Roberto Marinho, dono da Rede Globo, chegou a tentar convencer Collor a não assinar a autorização, mas não conseguiu.
Ainda durante essa época, o Ministério Público acusou Edir Macedo de "delitos de charlatanismo, estelionato e lesão à crendice popular". O dono da Record foi preso depois de realizar um culto no Templo Maior da Igreja Universal em Santo Amaro, Zona Sul da capital paulista, sendo levado ao 91.º Distrito Policial no distrito da Vila Leopoldina. Macedo ficou preso durante 15 dias e foi solto por falta de provas. Sob ampla divulgação da mídia, o líder espiritual acusou a Igreja Católica por sua prisão e afirmou que estava sofrendo perseguição religiosa.
A Rede Record desbanca a Rede Globo e consegue adquirir os direitos da premiada série Arquivo X, passando a exibi-la de forma inédita em dezembro de 1994. O seriado se torna um grande sucesso de audiência sendo exibido inicialmente aos domingos à noite. A Record até agora, foi a única emissora da TV aberta brasileira a transmitir a atração desde a primeira até a última temporada em 2001.
Nesse período o canal ganha mais afiliadas: a Record compra a TV Goyá de Goiânia pertencente ao político Múcio Athayde transformando-a na TV Record Goiás; em 1995 chega à Santa Catarina com a compra de três das quatro emissoras da RCE TV em Florianópolis, Itajaí e Xanxerê, que passam a se chamar, respectivamente, TV Record Florianópolis, TV Record Itajaí e TV Record Oeste Catarinense em 1.º de setembro do mesmo ano; a Record também passa a ter participação acionária de 30% no Sistema Sul de Comunicação, formado por quatro emissoras denominadas TV Independência, mudando de nome para Rede Independência de Comunicação (RIC TV), que deixara a Rede Manchete para se afiliar a Rede Record; e a então TV MS do Mato Grosso do Sul inicia afiliação à Record, sendo que antes da mudança também era da Manchete, que por sua vez começava a perder suas afiliadas pelo país devido a sua derradeira crise. Nessa época, o canal ultrapassa a Rede Bandeirantes no Placar Nacional de Televisão e se torna a quarta emissora de maior audiência do país.

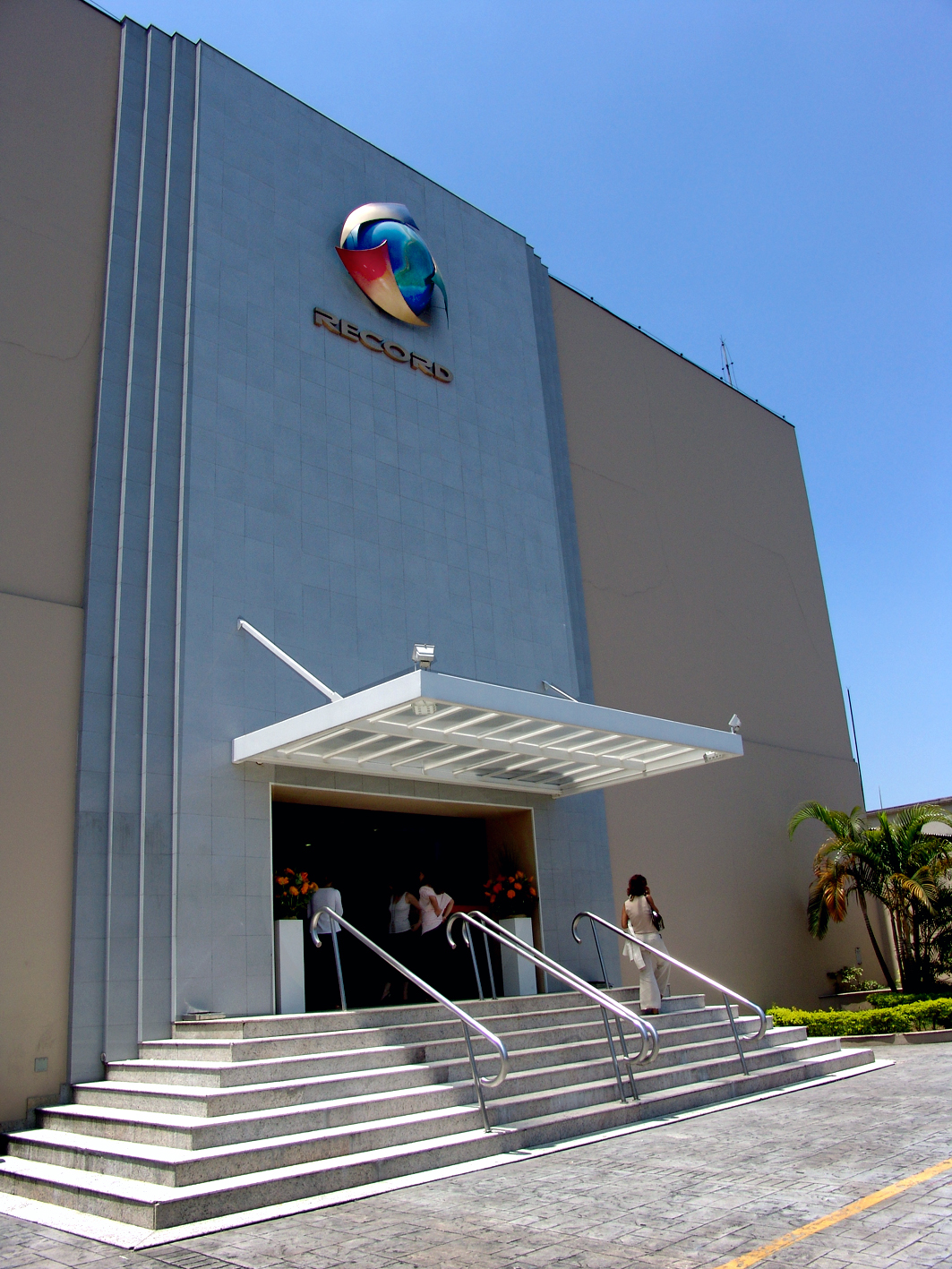
Barra Funda, Zona Oeste de São Paulo. O local se chamava Teatro Record até 2015, quando mudou de nome para Teatro Dermeval Gonçalves.

Durante a exibição do programa O Despertar da Fé exibido na madrugada de 12 de outubro de 1995, feriado nacional de Nossa Senhora de Aparecida no Brasil, o pastor Sérgio Von Helder desferiu golpes e pontapés em uma imagem da Santa criticando a forte devoção dos católicos a ela. No dia seguinte do ocorrido, a Rede Globo exibiu o caso dentro do Jornal Nacional causando grande comoção nacional; posteriormente outros meios de comunicação também noticiariam o fato, inclusive as outras grandes redes de televisão. O episódio ficou conhecido nacionalmente como "Chute na Santa", sendo visto pelos fiéis católicos como um ato de intolerância religiosa. Na época, Edir Macedo, dono da Record e líder da IURD, teve que pedir desculpas e afirmou que o ato praticado por Von Hélder, não expressava os pensamentos da Universal. Hélder, como consequência disso, foi transferido para trabalhar nas Igrejas Universal dos Estados Unidos e África do Sul.
Não muito tempo depois, Edir Macedo seria de novo alvo de polêmicas quando em dezembro do mesmo ano o Jornal Nacional, da TV Globo, apresentou uma reportagem mostrando cenas de uma fita de vídeo na qual o proprietário da Record ensinava outros pastores a convencer fiéis a doar dinheiro para a Igreja Universal. No vídeo em questão, gravado em 1990 pelo ex-pastor da IURD Carlos Magno, Macedo afirmou que os pastores tinham de ser firmes para conseguirem doações: "Tem de ser assim: Você vai ajudar na obra de Deus? Se não quiser ajudar, Deus arrumará outra pessoa para ajudar. Entendeu como é que é? Se quiser [dar dinheiro], amém, se [o fiel] não quiser. Ou dá ou desce." Na época do ocorrido, a Igreja Universal não se pronunciou, mas posteriormente Edir afirmou que a expressão "ou dá ou desce" usada por ele na gravação significava que ou a pessoa é fiel em seus dízimos e ofertas, ou ela desce (não é abençoada). Em 2007, Macedo acionou a justiça para solicitar que as cópias da gravação da tal reportagem da Globo fossem apagadas do site You Tube, mas teve seu pedido negado.
Em 1996 a emissora transmitiu pela primeira vez os Jogos Olímpicos, este ano ocorrido em Atlanta, nos Estados Unidos. No mesmo ano, estreou o Cidade Alerta, programa policial de cunho sensacionalista e que teve vários apresentadores como Ney Gonçalves Dias, João Leite Neto, Milton Neves, Lino Rossi, José Luiz Datena, Marcelo Rezende e até o ex-juiz de futebol Oscar Roberto Godói.
O ano seguinte marcou a emissora por grandes contratações, lançamentos e uma série de expansões na rede. A Record comprou a TV Itapoan canal 5 de Salvador, que retransmitia a programação do SBT. Em julho de 1997 entrava no ar a nova filial da emissora em Belém, Pará após um ano e oito meses sem o sinal da Record na região (uma vez que a TV Guajará, antiga afiliada a Record na cidade desde novembro de 1990, fora vendida para a Assembleia de Deus em março de 1995, transformando-se em TV Boas Novas e afiliou-se à CNT em novembro do mesmo ano); em novembro a TV Antena 10 de Teresina - PI e a TV Tropical de Natal - RN trocam a Manchete pela Record; em dezembro, a TV Pampa de Porto Alegre também deixa a Manchete para se afiliar a Record; e no último dia de 97 a TV Correio de João Pessoa - PB deixa a Bandeirantes para se afiliar a Record.
Ainda em 1997, Boris Casoy, que apresentava há nove anos o TJ Brasil no SBT, aceitou o convite da Rede Record e assinou contrato. No dia 14 de julho, estreou no comando do Jornal da Record, entre 19h15 até 20h00. O jornalístico tornou-se um dos programas de maior audiência e faturamento do canal, pela qualidade e credibilidade, além dos comentários de Boris. No dia 30 de dezembro de 2005 Casoy não teve o contrato renovado pela Record, por não concordar com mudanças do departamento de jornalismo da emissora. Nesta época, Boris alegou que o PT, do presidente Lula, pressionou a direção da Record para tirá-lo da emissora, com a ameaça de tirar da mesma (caso o pedido do PT não fosse atendido) os anúncios de empresas federais, incluindo as propagandas da Petrobrás. Carlos Massa (mais conhecido por seu apelido Ratinho), que apresentava o programa 190 Urgente na CNT, foi contratado para apresentar o Ratinho Livre. Com um novo estilo, chamou a atenção do público, da mídia e dos concorrentes ao conseguir bons índices de audiência. Logo após sua estreia, boatos sobre uma possível ida de Ratinho para outros canais começaram a circular, o que se concretizou em 1998, quando se transferiu para o SBT, que acabou pagando uma multa de cerca de R$ 43 milhões de reais por quebra de contrato do apresentador com a Record. Em seu lugar o apresentador Gilberto Barros (apelidado como Leão) passou a apresentar o Leão Livre, mas este não manteve o sucesso de público do apresentador anterior e o programa foi cancelado em 1999.
No ano de 1998, a Record transmitiu sua quarta Copa do Mundo (considerando que nas edições de 1970 e 1974 o canal transmitiu o evento liderando as Emissoras Independentes e em 1986 em parceria com o SBT). A equipe, liderada por Luiz Alfredo, transmitiu os jogos nos estúdios montados no International Broadcast Center para o evento em Paris. Após investimentos de R$ 10 milhões, foram lançados o telejornal Fala Brasil, revista eletrônica matinal, o infantil Vila Esperança, com Gérson de Abreu (vindo da TV Cultura) e o Repórter Record, com o experiente Goulart de Andrade. O apresentador Raul Gil retorna a emissora após 2 anos na Rede Manchete para apresentar o seu Programa Raul Gil. Em setembro de 1998, a Record traz do rival SBT a apresentadora Eliana, para apresentar o infantil Eliana & Alegria.
Consolidando sua expansão, a Rede Record passaria a investir novamente em telenovelas; a última produção da emissora havia sido Meu Adorável Mendigo, de 1974. Foram lançadas produções como Canoa do Bagre e O Direito de Vencer, em 1997, Estrela de Fogo, em 1998, e Tiro e Queda, em 1999, além do sucesso Louca Paixão (regravação de 2-5499 Ocupado, da extinta TV Excelsior), com Maurício Mattar e Karina Barum, no mesmo ano. A emissora também faz telenovelas sobre passagens da Bíblia, como O desafio de Elias, vendida para vários países, e a partir de histórias sobrenaturais, caso de A Filha do Demônio. Algumas dessas telenovelas conseguem relativos sucessos de audiência.
Em 1999, Fábio Júnior estreou seu programa Sem Limites para Sonhar, durando até 2001 por falta de audiência. O humorístico Escolinha do Barulho estreou no mesmo ano e apesar da boa audiência, também saiu do ar em 2002. Ainda no ano de 1999, Ana Maria Braga foi contratada pela Rede Globo e em seu lugar Cátia Fonseca passou a comandar o Note e Anote mantendo o seu sucesso nas manhãs da emissora. Posteriormente, foi contratada Claudete Troiano, que havia passado pela TV Manchete entre 1997 e 1998, e 1999 pela TV Gazeta. Na área infantil, foram exibidos grandes clássicos de produção estrangeira, como O Laboratório de Dexter, O Gato Félix, Eu Sou o Máximo, Johnny Bravo, A Vaca e o Frango, entre outros; e séries japonesas como Jaspion, Ultraman, e o anime Pokémon exibidos dentro do Eliana & Alegria. Todas essas produções ajudaram o programa de Eliana a elevar ainda mais seu índices de audiência e faturamento.
A Record encerra os anos 90 ganhando mais uma afiliada: a TV Mar de Santos, litoral paulista. Alguns anos depois a emissora é adquirida pela rede e se torna a TV Record Litoral.

## Década de 2000
Em 2000, a Rede Record fez parte de um pool que incluiu várias emissoras do mundo para transmitir o evento 2000 Today. Neste mesmo ano, a emissora lançou os dominicais Domingo da Gente com Netinho de Paula, Eliana no Parque, e os programas Domingo Show e Quarta Total, apresentados por Gilberto Barros. Houve também a contratação da apresentadora Adriane Galisteu para o programa É Show. No mesmo ano a Record ganha mais uma afiliada: a TV Marco Zero (hoje TV Equinócio) de Macapá, no Amapá.
2001
Estreia do apresentador Milton Neves, vindo da Rede Bandeirantes, para apresentar programas futebolísticos ao estilo Mesa Redonda. No mesmo ano, o infantil Eliana & Alegria ganha o Troféu Imprensa de melhor programa infantil e Raul Gil alcança o primeiro lugar com o concurso de calouros "Quem Sabe Canta Quem Não Sabe Dança" e a Record passa a ser representada em Rio Branco - AC pela TV Gazeta. A emissora transmitiu as temporadas de 2001 e 2002 da Fórmula Mundial (atual Fórmula Indy hoje com transmissão da Rede Bandeirantes) na voz do narrador Oscar Ulisses.
2002
O apresentador José Luiz Datena sai do comando do Cidade Alerta para apresentar o Repórter Cidadão, na RedeTV!. Em apenas um mês, ele retorna a Record e em pouco tempo muda para a Rede Bandeirantes, onde fica por quase nove anos, retornando a Record em junho de 2011 e saindo um mês depois alegando censura. Ainda esse ano, a emissora, em parceria com a Traffic passa a investir em esportes começa a transmitir campeonatos de futebol como o Campeonato Brasileiro, Copa do Brasil, Copa Libertadores da América e alguns torneios estaduais como o Paulistão e o Carioca. Apesar da parceria com a Traffic durar apenas uma temporada, a Record continuaria a transmitir jogos do futebol brasileiro por pelo menos mais quatro anos.
2003
A Record torna-se a emissora com maior tempo de existência no Brasil completando cinquenta anos. Neste ano a emissora investe em teledramaturgia em co-produção com a produtora Casablanca, lançando a série Turma do Gueto nas noites de terça-feira e contava com um elenco praticamente composto por negros. Mas a aposta da emissora foi na telenovela Metamorphoses, que contava com um grande elenco e produção, e teve sua estreia em um domingo; apesar da grande expectativa, a produção se torna um verdadeiro fiasco de audiência. No mesmo ano, estreia o programa Eliana na Fábrica Maluca, com o mesmo cenário do antigo Eliana & Alegria, que teve sua produção cancelada devido aos baixos índices de audiência ocasionado pela perda dos direitos do anime Pokemón. Dirigido aos adolescentes, o programa logo muda de formato e no ano seguinte, passa a se chamar simplesmente Eliana, com maior variedade, mas acaba saindo do ar em outubro de 2004, para ceder lugar para o Sônia e Você, apresentado por Sônia Abrão. No mesmo ano de 2003 a emissora ganha cobertura no triângulo mineiro com a afiliação da TV Paranaíba de Uberlândia - MG que deixara a Band.
2004
Em março, com o slogan A Caminho da Liderança, a Record decide mudar de rumo e de grade de programação. Apostando numa fórmula consagrada pela Rede Globo, a da dobradinha telenovela/telejornal, a emissora inicia uma nova fase a partir desse período. Vinhetas sofisticadas, jornalistas vindos da Globo e telenovelas como A Escrava Isaura e Prova de Amor passariam a tornar a TV Record mais popular. No meio do ano a Rede Record transmitiu com exclusividade a principal competição entre seleções nacionais de futebol da Europa: a UEFA Euro 2004 diretamente de Portugal. Passaram a fazer parte da grade jornalísticos como Jornal da Record, Fala Brasil, Repórter Record, programas de variedades como Domingo Espetacular e Hoje em Dia, esportivos como Esporte Record, Debate Bola e o semanal Terceiro Tempo, além dos reality-shows O Aprendiz - feito em co-produção com a Casablanca e com a FremantleMedia - Troca de Família - feito em co-produção com a FOX - e Simple Life: Mudando de Vida".
2005
No final de janeiro, Dennis Munhoz deixa a presidência da Rede Record após mais de dois anos no cargo. Em seu lugar entrou Alexandre Raposo.
Em outubro, o apresentador Raul Gil é dispensado por não concordar com as mudanças na programação e migra para a Band. Em dezembro do mesmo ano, Bóris Casoy foi demitido da emissora sob a alegação de que não se adequava mais aos padrões do jornalismo da Record. Casoy revidou, dizendo que havia sido demitido por pressão do PT. Um mês depois o Jornal da Record foi reformulado e passou a ser apresentado por Celso Freitas e Adriana Araújo.
A Record assinou um contrato com a Universal Pictures e com a MGM como garantia para exibir os melhores filmes do canal, como Hulk, filmes da série Velozes e Furiosos, a trilogia De Volta para o Futuro, o clássico E.T., o extraterrestre, A Pantera cor-de-rosa, O agente Teen, Os Seus, os Meus e os Nossos e a maioria dos filmes da saga 007; o contrato da Universal anterior era com a Rede Globo.
No final do ano, a Record acompanha a Globo na Copa do Mundo de Clubes da FIFA e transmite a conquista do São Paulo junto com a concorrente; foi a única edição de um Mundial de Clubes exibida pela Record.
2006
Em julho a TV Pajuçara de Alagoas, até então afiliada do SBT, troca de rede e torna-se afiliada da TV Record. A partir de então, começa uma sucessão de outras emissoras afiliadas ou retransmissoras do SBT a também começarem a deixar a emissora para se afiliarem à TV Record. Logo em seguida, a TV Atalaia, de Sergipe, rompe contrato com o SBT e assina com a Rede Record, deixando o SBT sem cobertura naquele estado, somente sendo captada por uma repetidora localizada na capital, Aracaju.[carece de fontes?]
Em 1 de outubro a Record estreou a série Todo Mundo Odeia o Chris. O programa, que inicialmente tinha uma aceitação moderada, foi elevando aos poucos a audiência, tornando-se um sucesso para o canal. Em alguns momentos, o seriado baseado na adolescência do comediante norte-americano Chris Rock chegava na vice-liderança nacional quase empatando com a Rede Globo. O seriado é exibido até os dias atuais ainda mantendo seu sucesso sendo inclusive comparado com o Chaves do SBT por ambos serem cultuados notadamente mesmo com episódios repetitivos reprisados com frequência.
Em dezembro, a Record decide não comprar mais os direitos de transmissão dos campeonatos estaduais que exibia juntamente com o Brasileiro, Copa do Brasil, Copa Libertadores e Sul-americana, cedendo o seu lugar à Rede Bandeirantes. Todavia, a emissora manteve exclusividade nos direitos da Liga dos Campeões da UEFA até a temporada 2008/2009.[carece de fontes?]
2007

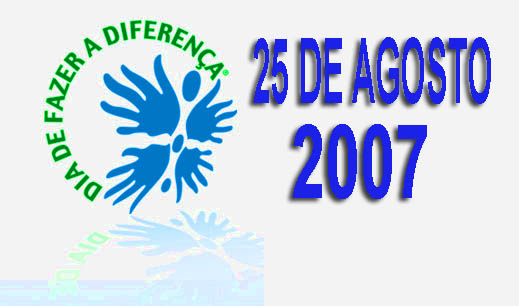
Logotipo da campanha "Dia de Fazer a Diferença".

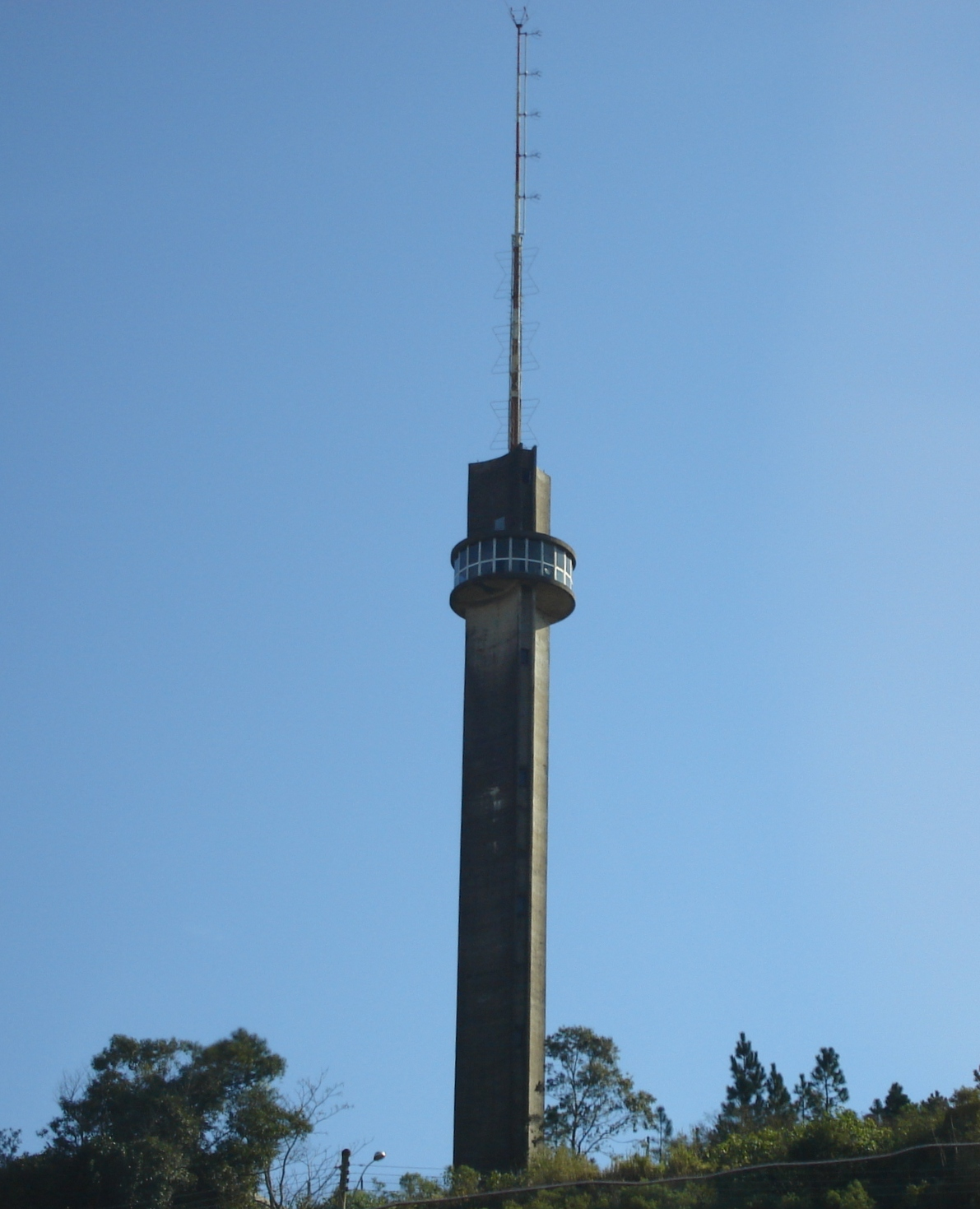
Torre da RecordTV RS, antiga TV Guaíba, comprada pela Rede Record em Fevereiro de 2007.

No segundo semestre, estreia o canal de notícias Record News. Em março, é anunciada a aquisição dos direitos de transmissão dos Jogos Olímpicos de Inverno de 2010 (em Vancouver) e dos Jogos Olímpicos de Verão de 2012 - em Londres. À época, a Record garantiu que não revenderia os direitos de transmissão para nenhuma outra emissora, nem mesmo para TV Globo, que pela primeira vez não iria transmitir o evento.
Em julho, a Rede Record transmite os Jogos Pan-americanos de 2007, no Rio de Janeiro , juntamente com as redes Globo e Bandeirantes.
Ainda em julho, a Record reforçou ainda mais seu número de emissoras próprias com a inauguração da TV Record Rio Grande do Sul, canal 2 de Porto Alegre, RS. Em agosto, a emissora realiza O Dia de Fazer a Diferença, onde funcionários da emissora se juntam para fazer ações sociais no dia 27, campanha semelhante a do Criança Esperança, da Rede Globo.
Em 28 de agosto, estreia a novela Caminhos do Coração, de Tiago Santiago com direção de Alexandre Avancini. Com o sucesso de audiência, foram lançadas mais duas temporadas: Os Mutantes: Caminhos do Coração e Promessas de Amor. O último capítulo da última temporada foi exibido em 3 de agosto de 2009. Em 6 de fevereiro de 2008, a novela foi a primeira da Record a cravar o primeiro lugar de audiência: 22 pontos contra 20 da Rede Globo. O último capítulo da primeira temporada atingiu 23 pontos de audiência, incomodando a Globo, que exibia o capítulo de estreia de A Favorita, que marcou 35. Foi o segundo maior índice de audiência de último capítulo da história da emissora, empatando com Prova de Amor e perdendo somente para Vidas Opostas, que atingiu 25. Já o capítulo de estreia da segunda temporada bateu 24 pontos de audiência (contra 35 da Rede Globo, que exibia o segundo capítulo novela A Favorita), sendo o maior índice de estreia da história da Record.
Em 1 de setembro, mais uma afiliada do SBT migra para a Rede Record de Televisão: a TV A Crítica, de Manaus, que garante transmissão para 92% dos municípios amazonenses. Aquela emissora,no ano de 2006 fez intensos investimentos nos quais houve melhoria sensível da qualidade de imagem e som da emissora, bem como a construção de uma nova torre de transmissão e reformulação da grade de programação local, o que atraiu a atenção da Rede Record de Televisão. A Rede Record, que no Amazonas estava presente apenas em Manaus e região pela TV Manaus, agora está presente em 40 municípios.
Em setembro, mês em que comemorou cinquenta e quatro anos de existência, a Record lançou o seu canal de notícias 24 horas na TV Aberta, a Record News, inaugurada às 20h no dia 27 de setembro, mesmo dia e horário da inauguração da TV Record em 1953. No mesmo mês foi lançado o media center da Record ("Mundo Record") e da Record News ("Mundo Record News"). A Record encerra o ano de 2007 assumindo a vice-liderança nacional de audiência ao ultrapassar o SBT.
2008
Em 7 de janeiro foi inaugurado mais um news room da emissora. Ainda nessa data, a Record Belém, passou a se chamar TV Record Norte. O canal lança um novo jornalístico, exibido nas sextas, o Câmera Record. A partir de 1 de fevereiro, a Record aumentou seu número de emissoras, com a entrada da RIC TV em Santa Catarina, totalizando 6 emissoras no estado. A Record Florianópolis, a partir dessa data, se tornou filiada da Record News no estado. A RIC TV em Santa Catarina transmitia anteriormente o SBT, porém apresentava-se como Rede SC. No dia 18 de fevereiro a TV Record Brasília inaugurou a sua news room, passando a ser chamada de TV Record Centro-Oeste.
Assim como fez em 2004, a emissora adquiriu com exclusividade os direitos de transmissão da Eurocopa de 2008. Ao mesmo tempo, a rede consegue adquirir os direitos para exibir "Ídolos", em parceria com a FremantleMedia, após cobrir a oferta feita pelo SBT.
No dia 1 de agosto, a TV Leste, que era afiliada da Rede Globo em Governador Valadares, no leste de Minas Gerais, passou a retransmitir o sinal da Rede Record, no entanto, a TV dos Vales, que era afiliada da Record em Coronel Fabriciano, também no leste mineiro, passou a retransmitir o sinal da Rede Globo. Ao mesmo tempo, a TV Paranaíba, afiliada da Record em Uberlândia, Minas Gerais, também inaugura o seu news room. No dia 8 de dezembro, a TV Serra Sul deixa de distribuir o sinal da Rede Globo em municípios do Leste do Pará, migrando para a emissora de Edir Macedo, a exemplo da TV Leste mineira.
No fim do ano, a Record assina contrato com a Televisa do México para produção de telenovelas, substituindo o SBT. A Televisa mantinha uma parceria de anos com a emissora de Silvio Santos.
2009
Em janeiro estreou A Lei e o Crime, a primeira série a ser produzida pela Rede Record depois de 55 anos (em 1954 a emissora havia lançado Capitão 7, primeiro seriado brasileiro.
No dia 8 de março, às 21:00, dentro do programa Domingo Espetacular, o presidente da Rede Record, Alexandre Raposo, anuncia medidas contra a crise econômica mundial de 2008 (a pior dos últimos sessenta anos) com a contratação de quase setecentos novos funcionários, ampliação dos estúdios da RecNov, novas estreias da rede. Em 7 de maio é anunciada a contratação da jornalista Ana Paula Padrão. No fim desse mês, estreou o reality-show A Fazenda (inédito no Brasil), que obteve grandes índices de audiência.

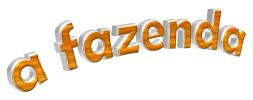
A Fazenda, reality-show produzido pela emissora.

No dia 12 de junho, o programa Tudo É Possível passa a ser apresentado por Ana Hickmann em substituição a Eliana que retornava para o SBT após onze anos na Record. Em 25 de junho é anunciada a contratação de Gugu Liberato, com um salário de 3 milhões de reais por mês. A estreia de Gugu na Rede Record estava prevista para o ano seguinte, porém houve um rompimento bilateral do contrato entre o apresentador e o SBT, antecipando a estreia para 30 de agosto, com o Programa do Gugu. Ao mesmo tempo, a emissora contratava a jornalista esportiva Mylena Ciribelli, que trabalhou dezoito anos na Globo. A estreia de Mylena na Record aconteceu em 5 de julho, com o Esporte Fantástico.
Em agosto, a Igreja Universal do Reino de Deus, fundada e também pertencente a Edir Macedo, foi acusada de lavagem de dinheiro. Segundo denúncias do Ministério Público do Estado de São Paulo que apresentou acusações contra Edir Macedo e nove integrantes da IURD por lavagem de dinheiro e formação de quadrilha, e de que o dinheiro do dízimo, doado pelos fiéis, foi usado por Edir Macedo para aquisição de empresas, como a Rede Record e a Rádio Record. A emissora, como "forma de protesto", exibiu vários "direitos de respostas" em nome da Universal em seus telejornais, mostrando as supostas ligações da Rede Globo com a Ditadura Militar, e também com sabotagem das eleições diretas de 1989 para presidente; além de também exibir algumas cenas do documentário britânico Muito Além do Cidadão Kane, proibido no Brasil e trechos do livro Afundação Roberto Marinho e ainda acusou a emissora de ridicularizar as práticas religiosas da Igreja. As emissoras também exibiram no mesmo horário durante o Jornal Nacional e Jornal da Record ataques e acusações uma contra a outra. A Igreja Universal declarou também que tudo não passava de uma perseguição contra a Igreja e que as denúncias não teriam fundamento. A Rede Record acusou também o Ministério Público, de fornecer informações sigilosas para a Rede Globo apresentar as acusações. O caso atualmente está arquivado. Na tarde do dia 15 de agosto a página eletrônica da Record foi invadida por hackers, com ofensas aos líderes da IURD e à emissora. A página também mostrava o logotipo da Rede Globo ao lado da foto sensual de uma mulher. O conteúdo permaneceu por duas horas no ar até ser removido pela emissora, que registrou queixa do ataque à Polícia de São Paulo. Os responsáveis pelo ataque não foram presos.[carece de fontes?]. No dia seguinte, foi ao ar o Repórter Record Especial, trazendo matéria sobre as acusações sofridas pela Rede Record e pela Igreja Universal veiculadas pela Rede Globo e finalizando com uma entrevista a Edir Macedo, feita pela jornalista e correspondente internacional da emissora Adriana Araújo.
No dia 27 de agosto, a emissora anuncia através de seu site oficial, a aquisição dos direitos de transmissão dos Jogos Olímpicos de Verão de 2016 pelo Comitê Olímpico Internacional (COI), porém, a Record perdeu exclusividade na TV aberta (visto que os direitos foram revendidos pelo consórcio Globo-Band).
No dia 27 de setembro (aniversário de 56 anos da emissora) foi lançado o portal de notícias do Grupo Record, o R7. Com isso, o site oficial da emissora foi reformulado.
No dia 28 de outubro ocorreu na cidade do Rio de Janeiro a inauguração de dois estúdios do complexo Recnov. Essa inauguração contou com a participação do presidente do Brasil, Lula, do governador do estado do Rio de Janeiro, Sérgio Cabral, e do prefeito da cidade Eduardo Paes, além de contar com outras personalidades, e o elenco da emissora. Com essa inauguração o canal poderá produzir simultaneamente até seis produções ao mesmo tempo.
No dia 18 de novembro é a vez da TV Record Goiás inaugurar sua news room, e neste mesmo dia a Grande Goiânia começa a receber o sinal da emissora em alta definição. Quase um mês depois, a TV Record Minas inaugura a sua news room em Belo Horizonte.
Em dezembro a Rede Record foi processada pelo Ministério Público do Maranhão por mostrar um vídeo de strip-tease de uma adolescente em uma sala de aula no Portal R7. O vídeo foi postado no site em 13 de novembro e o MP determinou a sua retirada imediata da rede. A emissora fecha na vice-liderança pelo segundo ano seguido.

## Década de 2010
2010
Na manhã do dia 10 de fevereiro, por volta de 7h20, ocorreu a queda do helicóptero da emissora (mais conhecido como "Águia Dourada") que sofreu uma pane no rotor de cauda e caiu numa área do Jockey Club de São Paulo. O piloto do helicóptero, Rafael Delgado Sobrinho, acabou morrendo na queda e o cinegrafista Alexandre Silva de Moura (mais conhecido pelos colegas como "Borracha") foi levado em estado grave para o hospital. A aeronave havia acabado de registrar imagens de um assalto que tinha ocorrido no bairro do Morumbi na zona sul de São Paulo, dentro do jornalístico São Paulo no Ar, que depois da volta do comercial relatou o acidente que aconteceu enquanto a emissora estava no intervalo. Antes da queda, piloto havia se comunicado com o piloto do Globocop, da Globo, que também havia feito a cobertura do assalto. O Globocop, logo após o contato com o Águia, filmou o mesmo caindo sobre o terreno do Jóquei e pousou no local para socorrer as vítimas. Em nota, a Rede Record lamentou o incidente e diz que a maior preocupação agora é confortar as famílias das duas vítimas. Também em nota, a emissora informou que está empenhada com as autoridades para descobrir as causas do acidente. No mesmo dia do ocorrido, a emissora terminou o Jornal da Record em silêncio, em sinal de luto, sem ao menos desejar boa noite aos telespectadores, sem mostrar os créditos.
Do dia 8 de fevereiro até o dia 28 de fevereiro, a emissora realiza a transmissão dos Jogos Olímpicos de Inverno de 2010, em Vancouver, Canadá, em conjunto com a Record News. A Record havia adquirido os direitos de transmissão do evento em 2007.
Do dia 19 a 30 de março, a Rede Record transmitiu os Jogos Sul-Americanos de 2010 em Medellín, na Colômbia. Assim como aconteceu nos Jogos Olímpicos de Inverno, a transmissão ocorre em conjunto com a Record News.
No dia 5 de setembro, a Record consegue um fato histórico na cidade do Rio de Janeiro. A emissora vence a Rede Globo no Rio de Janeiro em toda a média do dia, das 7h à 0h, de acordo com o Ibope. Isso significa que a Record venceu a Globo das 7h até a meia-noite pela primeira vez nos 45 anos da emissora da Família Marinho na cidade sede da emissora do Jardim Botânico. O SBT conseguiu o mesmo feito em São Paulo, em 2001, com uma diferença ainda maior. Segundo os números do Ibope, nessa faixa horária, nenhuma outra emissora chegou sequer a empatar na liderança no Rio de Janeiro em toda era da televisão brasileira.
No dia 13 de outubro, o Ministério Público pediu ao TSE aplicação de multa para a Record por ter veiculado reportagem positiva à candidata à Presidência da República do Brasil pelo segundo turno, Dilma Rousseff. A reportagem "pró-Dilma" foi ao ar no Jornal da Record do dia 5 de outubro, dois dias após a realização do primeiro turno para as eleições presidenciais do Brasil, as eleições tiveram um segundo turno entre Dilma Rousseff e José Serra, o parecer da ação era proposta pela coligação "O Brasil Pode Mais", que apoia o candidato Serra. Caso seja aceita, será a primeira rede a receber multa. A emissora já foi acusada de dar apoio à Dilma, que por coincidência, o proprietário da emissora, Edir Macedo, declarou que votara nela.
No dia 19 de outubro, o Tribunal de Justiça de São Paulo anulou todas as acusações de lavagem de dinheiro supostamente feitas por parte da Igreja Universal do Reino de Deus para a aquisição de empresas. Porém nenhum dos meios de comunicação que havia feito as denúncias em 2009 (como a Rede Globo, a revista Veja e o jornal Folha de S.Paulo) havia noticiado a inocência de Edir Macedo. Por conta disso, a Rede Record exibiu uma reportagem especial sobre o assunto no dia 24 de outubro, dentro do programa Domingo Espetacular, criticando o jornalismo do jornal, da revista e da emissora, em especial a Rede Globo.
Em 1 de novembro, as jornalistas Ana Paula Padrão e Adriana Araújo entrevistaram, para o Jornal da Record, Dilma Rousseff, que, um dia antes, tinha saído vitoriosa das urnas para o primeiro mandato de presidente do Brasil. A entrevista foi a primeira de Dilma depois da vitória, e também foi mais do que exclusiva; desde o fim do regime militar, nenhum presidente democraticamente eleito tinha dado uma entrevista para outra emissora que não fosse a TV Globo.
No dia 30 de novembro, a Record concretiza a operação de mais um desfalque a afiliadas do SBT. A partir de fevereiro de 2011, a TVB, de Campinas (São Paulo) e região se junta a Rede Record.
2011
No dia 1 de Janeiro de 2011, Dilma Rousseff tomou posse como presidente do Brasil. Durante a recepção dos convidados, no Palácio do Planalto, os dirigentes da Record cumprimentaram Dilma no Palácio do Planalto. Em encontro reservado no segundo andar do prédio, a nova presidente recebeu diversas autoridades internacionais e poucos convidados especiais. Entre os convidados, Edir Macedo, proprietário da Rede Record, e alguns diretores da emissora; como Alexandre Raposo, presidente da emissora, Marcos Pereira, diretor corporativo e Douglas Tavolaro; foram dos convidados para a cerimônia. A alta cúpula da Record foi à Brasília cumprimentar a presidente Dilma e levar uma mensagem de boa sorte e sucesso ao novo governo. Edir Macedo esteve acompanhado pelo então presidente da Record Alexandre Raposo, do presidente corporativo do Grupo Record Marcos Pereira, e do vice-presidente de jornalismo da emissora Douglas Tavolaro. A alta cúpula da Rede Record foi a única (de todos os veículos de mídia brasileiros) convidada para esta cerimônia, que contou (além da própria Record) na transmissão ao vivo, com outras emissoras concorrentes. O fato ganhou repercussão na mídia.
No dia 23 de maio, a emissora contrata o piloto Comandante Hamilton, além de toda a estrutura aérea e seu filho, Uan Gimenes Rocha.
No dia 16 de junho, o apresentador José Luiz Datena retorna à emissora estreando em 20 de junho, no novo Cidade Alerta, o qual comandou em 1999 até meados de 2003. Mas no encerramento do Cidade Alerta do dia 29 de julho, o apresentador disse: "Muito obrigado. E até um dia". Ele se despediu dos telespectadores após quebrar, novamente, um contrato de cinco anos, com menos de um mês no ar. A carta de demissão seria entregue assim que deixasse o estúdio do policialesco.
No dia 11 de julho, é anunciada a volta de Roberto Justus ao canal. O empresário e apresentador rescindiu de forma amigável seu contrato com o SBT, onde durante dois anos apresentou os games Um Contra Cem e Topa ou não Topa, e que teria vigência até 2013. O contrato de Justus com a Record começou a ter validade no dia 1 de agosto e, ele, começará um projeto de um novo programa semanal na Record. Portanto, não voltará para o comando de O Aprendiz, que continuará sendo apresentado por João Dória Júnior. No dia 17 de dezembro deste procedente ano a emissora levou ao ar o especial Roberto Justus +, que é o mesmo programa que ele apresentará, efetivamente, a partir de 2012.
No dia 29 de agosto, a emissora divulgou um comunicado à imprensa se dizendo vítima de informações "equivocadas" sobre a "recente reestruturação de investimentos". O comunicado se refere a notícias divulgadas pela imprensa semana antes, a respeito de possível mudança de Honorilton Gonçalves (vice-presidente artístico e de produção da emissora); e de que a emissora estaria diminuindo os seus custos, com proibição de horas extras de seus funcionários e fiscalizando os serviços prestados pelos mesmos. Em respeito à opinião pública, aos telespectadores, anunciantes e aos seus milhares de parceiros em todo o país, a emissora decidiu se manifestar através do comunicado No dia 11 de setembro, o Domingo Espetacular exibiu uma entrevista de Edir Macedo, proprietário da Rede Record, no qual fez duras críticas a revista Veja (que estaria espalhando a campanha de boatos), negando crise de audiência, faturamento e que mudaria a cúpula da Record.
De 14 a 30 de outubro, a emissora transmitiu os Jogos Pan-Americanos, em conjunto com seu canal de notícias, a Record News e o portal R7. Até a cerimônia de encerramento foram mais de, na Rede Record, 140 horas de transmissão, um recorde para a TV brasileira. Ainda em outubro, o canal conseguiu garantir os direitos dos Jogos Pan-Americanos até 2019.
2012
No dia 9 de janeiro, nos primeiros minutos do dia, houve uma troca de bandeira em Pernambuco. A Rede Record passou a ser retransmitida para aquele estado pela TV Clube, até então afiliada da Rede Bandeirantes; a TV Tribuna, então afiliada à Record, passou a ser da Band. A Record ganha a parceria de peso dos Diários Associados que ate esse dia tinha emissoras de TV afiliadas as concorrentes SBT, Band e RedeTV!.
De 27 de julho a 12 de agosto a emissora transmitiu com exclusividade na TV aberta os Jogos Olímpicos realizados em Londres na Inglaterra e alternou entre a liderança nos esportes de maior apelo popular e a terceira posição nos de menor apelo. Foi a primeira vez que as importantes competições não foram transmitidas pela Rede Globo.
Segundo dados do Ibope, mesmo enfrentando baixa audiência em 2012, a emissora encerra o ano na vice-liderança, no ranking de audiência, com 6,2 pontos, contra 5,6 do SBT. Em 2011, a Record, encerrou o ano com 7,2 pontos, ou seja em 2012, a emissora caiu drasticamente 1 ponto na Grande São Paulo. No PNT também encerrou 2012 na vice-liderança com media nacional de 6 pontos mas também caiu comparado a 2011 estando tecnicamente empatada com o SBT que fechou com 5,5 pontos.
2013
No final da tarde de 7 de junho, a Rede Record anunciou em um comunicado à imprensa a rescisão de contrato de forma acordada com Gugu Liberato - o compromisso teria mais quatro anos. No texto, o canal diz que "a emissora e o apresentador consideram que o período de convivência profissional foi proveitoso para ambas as partes e atingiu seus objetivos", e "ofereceu todas as condições para que Gugu e sua equipe desempenhassem o seu trabalho". A notícia sobre a saída de Gugu da Record veio à tona no início da tarde do dia anterior através do portal UOL em um texto assinado pelo jornalista Ricardo Feltrin em que dizia que "Gugu não via mais condições de fazer o programa, uma vez que a emissora cortou praticamente toda sua verba de produção" além de ter sido pressionado nos meses anteriores a "reduzir os gastos de sua atração e até aceitar uma redução no seu salário, estimado em R$ 3 milhões". O último Programa do Gugu foi ao ar em 9 de junho de 2013 totalmente gravado, e com uma rápida despedida do apresentador, agradecendo a Record e sua equipe. O programa O Melhor do Brasil, de Rodrigo Faro, que até então era exibido aos sábados, passou a ocupar o horário do Programa do Gugu em 16 de junho de 2013. No dia 8 de junho o apresentador Rodrigo Faro anunciou durante o encerramento de O Melhor do Brasil, a transferência do programa para os domingos a tarde, no mesmo horário que foi ocupado pelo Programa do Gugu desde 2009, o que foi confirmado oficialmente pela emissora no mesmo dia.
Em 18 de junho, um grupo de vândalos depredou, pichou e incendiou uma unidade móvel de jornalismo da Rede Record, ganhando grande repercussão e se tornando um dos principais "símbolos" da violência sofrida pela imprensa durante os protestos. O veículo servia de apoio para equipes em entradas ao vivo e serviu para mostrar, horas antes, a tentativa de invasão à Prefeitura de São Paulo durante mais uma noite de grande manifestação popular. A tentativa de tombar o veículo e o incêndio foi mostrado ao vivo por BandNews TV e Globo News. A CNN International deu um rápido Breaking News com imagens plugadas do canal de notícias da Rede Bandeirantes, emissora brasileira que mais tarde, durante um Plantão, repetiu à exaustão as imagens do fogo no veículo. A Rede Globo classificou o ataque como "uma atitude lamentável"; "prejudicando o trabalho da imprensa, que nos últimos dias não tem feito outra coisa se não levar ao público as imagens dos protestos e as reivindicações dos manifestantes", disse William Bonner no Jornal Nacional. No dia seguinte, no telejornal local SPTV 2.º edição, o apresentador Carlos Tramontina leu um comunicado da Abert (Associação Brasileira das Emissoras de Rádio e Televisão) em que lamenta o ocorrido; "atos de extrema violência, como a destruição do carro de transmissão da TV Record, buscam intimidar o trabalho da imprensa e configuram grave atentado ao livre exercício do jornalismo". Segundo o jornal Folha de S. Paulo, o ataque a equipe da Record provocou divergência entre as equipes do prefeito de São Paulo e do Governador do Estado, que antes tinham decidido não chamar a Polícia Militar para conter os manifestantes que tentavam invadir a prefeitura.
Em 27 de setembro, a emissora completa sessenta anos de fundação e comemorou o êxito da "era Macedo". A Record saiu de 1,5 ponto de audiência diária em 1993, para 6,5 pontos em 2013. Em 24 de setembro, o canal é homenageado no Congresso Nacional em sessão solene em que estiveram presentes deputados, senadores, parte do elenco da emissora, representantes das filiais e afiliadas da, além do presidente da rede, Luiz Cláudio Costa.
Em 13 de novembro, os diretores da Record e de outras três emissoras assinaram contrato com o instituto alemão GFK que passará a medir a audiência da tv aberta no Brasil que vai concorrer com o IBOPE
Em 29 de novembro, um incêndio no Memorial da América Latina, que fica ao lado da sede da Record, em São Paulo, fez a emissora dispensar a maioria de seus funcionários mais cedo. A fumaça do incêndio invadiu corredores, salas, estúdios e a tubulação de ar condicionado central, infestando ilhas de edição e sonorização, colocando o funcionamento da emissora em "piloto automático". O estúdio do Cidade Alerta também foi tomado pela fumaça e, naquele dia, foram raras as aparições de Marcelo Rezende, que foram feitas da redação de jornalismo do canal. Na abertura da atração, o apresentador contou a situação da Record e disse que era impossível continuar ali. Ele chamou a maioria dos intervalos comerciais ao vivo e, a partir das 17h50, o Cidade Alerta passou a reprisar material do Repórter Record e Câmera em Ação. As poucas intervenções de Rezende, como chamada para comerciais e encerramento, foram gravadas. O Jornal da Record foi ao ar normalmente, às 20h40, quando a fumaça já tinha sido dispersa.
2014
Em fevereiro, transmitiu em conjunto com a Record News, os Jogos Olímpicos de Inverno de 2014 em Sóchi, mas dedicando um tempo de apenas 26 horas de transmissão ao vivo, uma vez que, diferente de 2010, a emissora não transmitiu com exclusividade em TV aberta, partilhando os direitos de transmissão também com a TV Globo e a Rede Bandeirantes.
Em 18 de junho, a emissora acertou o retorno do apresentador Gugu Liberato, um ano após ter deixado o canal. Gugu voltou dessa vez num contrato de parceria, ficando a Record com 70% dos lucros e o animador com 30%, além de ganhos com ações de merchandising, no formato semelhante ao dos últimos anos dele no SBT. Gugu iria comandar programas de temporada como um reality-show no início de 2015 nas noites de terça e quinta e as gravações ocorreriam nos estúdios da produtora do apresentador, a GGP, sendo que a Record arcaria com os custos da atração. Além disso,também houve acerto na questões estrutural e operacional podendo inclusive utilizar os estúdios da GGP como complemento dos existentes na sede do canal para gravação de outros programas do da emissora(inclusive viabilizando transmissões ao vivo) além do que o próprio Gugu apresentar.
2015
Em 5 de março, a Rede Record e a apresentadora Xuxa Meneghel, reuniram vários jornalistas para uma coletiva na sede da emissora, e a apresentadora depois de várias negociações assina contrato com a emissora com duração de 3 anos e deverá ter 2 programas:um diário ao vivo e outro semanal. Ambos devem ser gravados do RecNov, no Rio de Janeiro.
Em 23 de março, estreou no horário das 20h30, a novela Os Dez Mandamentos. Criada por Vivian de Oliveira a produção é a primeira telenovela da história inspirada na Bíblia. Durante sua exibição conquistou a liderança por várias vezes, deixando, inclusive, o Jornal Nacional e a novela das nove da Rede Globo em segundo lugar. Devido a ida do horário de novelas para 20h30, o Jornal da Record passou para o horário de 21h30.
Entre os dias 10 e 26 de julho, transmitiu em conjunto com a Record News, os Jogos Pan-Americanos de 2015, realizados em Toronto, no Canadá. Diferente dos jogos de 2011, a emissora transmitiu apenas eventos de grande apelo como patinação, ginástica, futebol e vôlei, enquanto que o canal irmão e o Portal R7 fizeram uma cobertura mais completa, incluindo até mesmo as cerimônias oficiais.
2016
Em 31 de maio, estreou a novela Escrava Mãe, reabrindo o horário de novelas às 19h30min. A novela se tornou um dos maiores sucessos na faixa, ganhando o Seoul International Drama Awards na categoria Serial-Drama.
Entre os dias 3 e 21 de agosto, a emissora transmitiu os Jogos Olímpicos de Verão de 2016, realizados no Rio de Janeiro. Ao contrário da edição anterior, os direitos foram divididos com a TV Globo e a Rede Bandeirantes, além da Record News do mesmo grupo, sendo também a sua última olimpíada, uma vez que o canal optou por não transmitir os Jogos Olímpicos de Verão de 2020 devido ao fuso horário.
No dia 24 de novembro, o canal estreia sua nova identidade visual durante o Jornal da Record, com a esfera na cor prateada sem o mapa da América Latina. Além de alterar o nome de TV Record e Rede Record para RecordTV, o canal também estreou a campanha "Reinventar é a nossa marca". Como parte das mudanças, as canoplas de reportagem passaram a ser brancas com a logo na cor preta em todas as emissoras da rede além do novo logotipo não ser mais usado na safe-area como o anterior fazia.
Em 16 de dezembro de 2016, a RecordTV inaugurou sua nova sede de jornalismo no Rio de Janeiro, dentro do complexo RecNov, destinado a transmissão de programas locais da emissora na capital fluminense.
A emissora encerra o ano de 2016 completando 10 anos na vice-liderança, fechando com 7,1 pontos na Grande São Paulo, já na média anual fecha com 7,4 pontos, já no PNT encerra o ano em terceiro lugar marcando 5,05 pontos.
2017
Em 25 de março, a join-venture Simba formada por RecordTV, RedeTV! e SBT anuncia em comunicado a saída das 3 emissoras das operadoras de TV paga no dia 29 do mesmo mês. A Simba alega no comunicado a recusa das operadoras de negociar os direitos de transmissão dos mesmos canais e que emissoras nacionais e internacionais ganham por exibição de seus canais. O comunicado termina reforçando que as 3 estão disponíveis de forma aberta, gratuita e com qualidade digital. Já no dia 29 de março, a Simba anunciou a permanência dos três canais na Vivo TV que aceitou negociar com a programadora. Nesse mesmo dia, a transmissão do sinal analógico da emissora é encerrada em São Paulo, dessa forma apenas transmitindo no sinal digital.
Em 5 de setembro a emissora, junto com o SBT e a RedeTV! (componentes do grupo Simba Content) retornam a grade de canais da Sky Brasil para a Região Metropolitana de São Paulo e o Distrito Federal após cinco meses de negociações. Já no dia 8 de setembro foi a vez da NET/Claro TV retomarem as transmissões das emissoras encerrando assim a guerra entre as operadoras de TV por Assinatura.
Em 16 de setembro, morre o jornalista Marcelo Rezende, vítima de Câncer no pâncreas e de falência de múltiplos órgãos. A RecordTV interrompeu a edição especial de sábado do Cidade Alerta para exibição do plantão jornalístico apresentado por Reinaldo Gottino noticiando a morte do colega e lendo uma nota da emissora. A emissora transmitiu ao vivo o velório e o enterro do apresentador do Cidade Alerta durante a programação de domingo.
2018
Entre os dias 26 e 27 de maio, a emissora fez ampla cobertura da Greve dos Caminhoneiros, derrubando grande parte dos programas exibidos no sábado e domingo.
Em 14 de agosto é lançada a plataforma online PlayPlus com os conteúdos da RecordTV, Record News e de canais parceiros além de produções originais e a transmissão ao vivo das emissoras envolvidas, sendo elas da The Walt Disney Company.
A emissora encerra 2018 em terceiro lugar pelo PTN com 5.2 pontos contra 5.6 do SBT. Mas, pela média comercial (6h às 0h), encerra o ano pela décima primeira vez consecutiva na vice liderança com 6.8 pontos, mas com uma diferença de 0.2 décimos contra a concorrente.
2019
Em 1 de janeiro a emissora abre o ano fazendo a cobertura da posse do presidente Jair Bolsonaro direto de Brasília, junto com as demais emissoras usando o sinal ao vivo da TV NBR.
Em 14 de janeiro, é anunciada mudança no comando do jornalismo da emissora: Antonio Guerreiro antigo gerente multiplataforma do Grupo e Diretor de internet, assume a vice-presidência de jornalismo no lugar de Douglas Tavolaro que estava na emissora desde 2004 e na função desde 2005, e que agora irá ser o CEO e fundador da CNN Brasil, versão brasileira do canal de noticias CNN.
Em 10 de maio, a emissora rompe a parceria que mantinha com a TV A Crítica no estado do Amazonas, após doze anos de afiliação na região, passando a se tornar independente. Segundo informações da mídia local, as redes estavam em negociações para a renovação de contrato desde 2017 e que a decisão da desafiliação partiu da própria filial paulista, tendo como principal motivo o inchaço de programas locais, colocando a grade nacional da RecordTV em segundo plano. A mudança estava prevista para acontecer na segunda quinzena de junho. Também toi especulado pela mídia regional, que a programação da Record pode ser transferida para o canal 36.1, esse ocupado pela TV Diário, afiliada a Record News, já que no mesmo dia a emissora citada perdeu os direitos de operar nessa faixa. Na madrugada de 2 para 3 de junho, a emissora deixa de ser transmitida pela TV A Crítica de Manaus faltando exatamente 13 dias para a data prevista de estreia da nova programação da ex afiliada e da nova emissora da Record na região, pegando o público e a imprensa local de surpresa. Em 7 de junho, entrou no ar a RecordTV Manaus, através do canal 36.1 em fase de testes transmitindo a programação nacional da RecordTV através do sinal rede, substituindo a TV Diário, que migra para o 27.1 após a compra da outorga pertencente a TV Nazaré de Belém do Pará. Em 17 de junho, houve a estreia oficial da RecordTV Manaus.
Em 24 de junho, a emissora anuncia a saída de Paulo Henrique Amorim do Domingo Espetacular. Sua última apresentação a frente do programa foi realizada em 23 de junho. De acordo com especulações, o motivo do afastamento seria pela posição política do jornalista, já que o mesmo até então é alinhado a partidos de esquerda, especialmente em seu blog pessoal "Conversa Afiada", assim assumindo uma posição de forte oposição ao Governo Jair Bolsonaro com duras críticas a gestão. Mas, em nota oficial divulgada pela imprensa, a RecordTV confirma a saída do apresentador a frente da revista eletrônica após treze anos, tendo como principal razão o processo de reestruturação do setor de jornalismo. Com isso, o apresentador não será demitido, já que mantém contrato com a Record até 2021 e que está a disposição para novos projetos. Seu substituto será o jornalista eventual do Jornal da Record, Eduardo Ribeiro que fará dupla com Patrícia Costa, que substitui Janine Borba desde maio, já que esta foi deslocada para um novo telejornal da rede, com estreia prevista para o próximo semestre. Em 10 de Julho, é anunciado o falecimento do jornalista após ser diagnosticado com infarto fulminante.
Durante o mês de julho, a emissora, junto com a Record News, o portal R7.com e o aplicativo PlayPlus transmitiram com exclusividade a International Champions Cup. De 26 de julho a 11 de agosto, também cobriu junto com as suas mídias os Jogos Pan-Americanos direto de Lima, no Peru sendo essa a quarta transmissão do torneio continental e a terceira como emissora oficial e exclusiva na TV Aberta, já que pela TV por assinatura, dividiu as transmissões com o SporTV. Assim como em 2015, o canal transmitiu apenas os eventos de grande apelo como a patinação, ginástica, vôlei e o basquetebol. A rede também tinha adquirido os direitos dos jogos de 2023, em Santiago, no Chile.
Em 16 de setembro, a emissora anuncia a saída de Reinaldo Gottino após quatorze anos na rede, sendo transferido para a CNN Brasil, ainda em fase de implantação. Ele esteve presente em diversas coberturas importantes e comandava o Balanço Geral, chegando inclusive a ser líder isolado de audiência, principalmente quando apresentava o quadro A hora da venenosa.
Em 15 de novembro, é exibido o último SP no Ar (além das edições locais) e a partir do dia 18 são realizadas as mudanças na grade matinal. O Balanço Geral Manhã, passa a ganhar mais tempo e agora terá o comando de Celso Zucatelli, marcando sua volta a RecordTV seis anos depois de ter deixado a casa. As mudanças fazem parte do projeto de criação da nova grade de programação da emissora, com o objetivo de recuperar a vice-liderança.
Em 22 de novembro, a emissora perde Gugu Liberato, em decorrência de um acidente em sua residência no dia 20 do mesmo mês. Ele mudou para a casa em julho de 2009, comandando o Programa do Gugu e o Gugu, além dos realitys show Power Couple Brasil a partir da terceira temporada e o Canta Comigo. A emissora fez ampla cobertura do anúncio da morte e dos trâmites para a liberação do corpo, além da exibição de homenagens durante a programação. No dia 25, a emissora, junto com o SBT, tomam a decisão de não divulgarem dados do Kantar IBOPE Media em suas mídias num período de 7 dias. O objetivo é evitar qualquer repercussão com a cobertura das homenagens. Apesar disso, os números consolidados e os real time continuaram sendo divulgados normalmente pelo IBOPE. No dia 28, a emissora cobre o velório de Gugu, chegando inclusive a totalizar 15 horas de transmissão ao vivo também trazendo o translado do corpo no Balanço Geral Manhã, Fala Brasil e Hoje em Dia, além de atingir durante 8 horas a liderança isolada, fechando a média-dia com 11,4 pontos, a maior do ano. No dia 29, também transmitiu os últimos momentos do funeral com flashes ao vivo, além do enterro através do Fala Brasil e Hoje em Dia.

## Década de 2020
2020
Em 17 de fevereiro, a emissora vira alvo de polêmicas por conta do Cidade Alerta. Na edição desse dia, foi exibida uma reportagem do assassinato da jovem Marcela, culminando até mesmo numa entrevista exclusiva com a sua mãe. A mesma foi avisada ao vivo que sua filha morreu, sem saber antes da notícia, chegando ao ponto de desmaiar após o anúncio. O caso repecurtiu negativamente. Por conta disso, o grupo Intervozes apresentou no dia seguinte a matéria uma representação contra a RecordTV ao Ministério Público Federal, além de acusar o programa de desrespeitar os direitos humanos. O documento também destaca a liderança no ranking de reclamações, além de descumprimentos de leis brasileiras.
Em 5 de março, chegou a ser anunciado que a emissora teria fechado uma parceria com o canal americano Fox News para troca de conteúdos como matérias jornalísticas e documentários, além de adotar um tom mais conservador no jornalismo da rede. O suposto contrato também envolveria o canal irmão Record News, além de iniciar uma disputa direta contra a recém inaugurada CNN Brasil. Porém, no mesmo dia, a emissora nega que tenha fechado um acordo com o canal norte americano.
Seguindo o exemplo de outras emissoras, a RecordTV passou a adotar medidas de prevenção ao novo coronavirus. Entre as medidas estão a eliminação da plateia nos programas de auditório, além da dispensa dos funcionários que fazem parte do grupo de risco e a interrupção das gravações das novelas inéditas Amor sem Igual (que ganha uma segunda parte) e Gênesis, no caso da última, teve a estreia, marcada para abril, adiada para 2021. O espaço das duas novelas foram ocupadas por reprises de títulos bíblicos. As tramas voltaram a ser gravadas entre os meses de agosto e outubro, mas seguindo os protocolos de segurança.
Em 29 de maio, Reinaldo Gottino retorna a emissora oito meses depois de ter trocado a rede pela CNN Brasil, onde ficou por apenas dois meses. Com seu retorno, o apresentador reassume o comando do Balanço Geral SP com data ainda a ser definida e Geraldo Luís, que segue afastado por fazer parte do grupo de risco da COVID-19, passará a assumir um projeto noturno ainda a ser desenvolvido.
Em 19 de junho, a emissora anuncia a contratação de Carolina Ferraz, que estreia no comando do Domingo Espetacular a partir de julho, dividindo espaço com Eduardo Ribeiro. Com isso, a jornalista Patrícia Costa é deslocada para a edição das 0h do Jornal da Record 24 horas e Thalita Oliveira passa a ficar no comando do Fala Brasil - Edição de Sábado. No mesmo dia, após 14 anos, Adriana Araújo deixa o comando do Jornal da Record e assume o programa Repórter Record Investigação, sendo substituída por Christina Lemos a partir do dia 22.
Em 22 de junho, é anunciado o fechamento de um acordo milionário com a produtora Sony Pictures, adquirindo sessenta filmes da produtora, entre eles os filmes atuais do Homem Aranha, além de reboot de As Panteras, Jumanji e Era Uma Vez Em... Hollywood.
Em 15 de dezembro, o Grupo Record anuncia que não iria mais transmitir os Jogos Pan-Americanos de 2023 após rescindir o contrato de exclusividade com a PanAm Sports, responsável pelo evento. A emissora, que cobria o evento junto com as suas mídias desde 2007, com três edições exclusivas na TV Aberta (2011, 2015 e 2019), anunciou que a principal razão pela desistência do evento foi a recessão econômica causada pela Pandemia de COVID-19, além da alta do dólar. A entidade anunciou processo contra o grupo por quebra de contrato, além de atraso nos pagamentos.
A emissora fecha 2020 de volta à vice-liderança nas médias comercial e 24 horas, com destaque ao amplo crescimento do jornalismo. Na média comercial da Grande São Paulo, a emissora volta a ter vantagem contra sua principal rival após três anos e na 24 horas depois de seis anos. No PTN, a emissora também fechou em segundo lugar absoluto, com destaque no horário nobre.
2021
Em 10 de janeiro, a apresentadora Xuxa Meneghel, confirma a sua saída da RecordTV após cinco anos na emissora. A confirmação aconteceu durante uma entrevista exclusiva no Domingo Espetacular, onde agradeceu o carinho do público e do canal durante seu período por lá, proferindo vários elogios a equipe. A apresentadora irá se dedicar a projetos pessoais.
Em 27 de janeiro, a emissora anuncia a rescisão de contrato que venceria em dezembro do apresentador Marcos Mion, devido a conflitos internos, pegando o público e até mesmo o próprio apresentador de surpresa. Mion esteve à frente da Record desde 2005, quando fez uma participação especial na novela Prova de Amor, e integrou o elenco de Avassaladoras e da telenovela Bicho do Mato. Em 2010, foi escolhido como apresentador do programa Legendários em seu retorno ao canal. Com o seu fim em 2017, Mion passou a assumir o controle do reality show A Fazenda de 2018 até 2020. Sete meses depois, o apresentador é contratado pela TV Globo para apresentar o novo formato do Caldeirão, inicialmente até dezembro, mas acabou sendo efetivado em outubro após boa aceitação do público.
Em 11 de fevereiro, a emissora fecha um acordo com a FERJ e anuncia as transmissões ao vivo do Campeonato Carioca de Futebol de 2021 e de 2022, marcando a volta das transmissões de um campeonato nacional de futebol desde 2006 e de um grande torneio de futebol desde a Liga dos Campeões da UEFA na temporada 2008-09. Além disso, a emissora já cobriu a edição do Carioca de 1997.
Em 19 de março, é anunciada a saída de Adriana Araújo da emissora após quinze anos de serviços prestados por conta de desavenças na linha editorial. Seu último trabalho foi como apresentadora do Repórter Record Investigação.
Em 16 de abril, ocorreu o desabamento do teto da redação da RecordTV Rio, localizada no Casablanca Estúdios (antigo RecNov). O acidente deixou três funcionários feridos, entre eles o editor do Jornal da Record, Alex Cunha, que teve um ferimento nas mãos e precisou passar por cirurgia. Além da redação, os cenários dos programas Balanço Geral RJ e Cidade Alerta RJ também foram atingidos pelos escombros. Por conta disso, o anexo B, onde fica o setor de jornalismo da Record Rio, precisou ser interditado para avaliações da Defesa Cívil. Os trabalhos retornaram no dia 20, mas em um estúdio provisório, onde também é produzido o Rio de Prêmios.
Em setembro, a Record venceu a concorrência para transmitir o Campeonato Paulista de Futebol de 2022 e por mais três temporadas (até 2025). Em cada edição, a emissora poderá transmitir dezesseis jogos, uma rodada das quartas de final e semifinal e as duas finais. A última vez que a emissora transmitiu este estadual foi durante a temporada de 2006, quando dividia os direitos de transmissão com a TV Globo.
2022
Em 16 de março foi anunciada a saída de Sabrina Sato da emissora após oito anos no canal, para se dedicar a projetos próprios, além de ter aceitado o convite para ser uma das apresentadoras do programa Saia Justa do canal fechado GNT. No mesmo mês, estreou Reis, adotando um novo formato na dramaturgia, intitulado de série-novela, quando a trama passou a ser dividida integralmente por temporadas, passando por pausas na programação. Como tapa buraco, a emissora exibiu Todas as Garotas em Mim (cancelada após duas temporadas devido aos baixos índices de audiência), além da terceira reapresentação de Jesus.
Em 10 de agosto a emissora passou a exibir o Jornal da Record - principal telejornal do canal - totalmente gravado, como uma forma de contenção de gastos, além de evitar as constantes falhas ao vivo que vinham ocorrendo. A medida foi vista como uma forma de censura pela alta cúpula da Igreja Universal do Reino de Deus, que teria pedido que fossem evitadas reportagens com críticas ao Governo Bolsonaro. No dia 1.º de novembro, o jornal voltou a ser produzido ao vivo.
Na madrugada de 8 de outubro, a emissora foi alvo de uma invasão hacker do tipo ransomware, que acabou sequestrando os dados das redes de TI, afetando principalmente o acervo do canal. O ataque causou pane nos sistemas de produção, edição e exibição e foi perceptível para o público durante a exibição da edição de sábado do Fala Brasil, encerrado abruptamente por volta das 9h06. Em substituição, e sem aviso prévio, foi exibido o seriado Todo Mundo Odeia o Chris, que preencheu o resto do tempo do telejornal. A programação só voltou ao normal por volta do meio dia, mas com limitações técnicas, afetando programas ao vivo nos dias seguintes. No dia 10 foi revelado que os hackers pediram R$45 milhões para devolver as operações do canal. No dia 15, a emissora sofreu um segundo ataque hacker, agora de autoria do grupo Cynosure Team, que também já havia invadido o site oficial da RedeTV!, além de páginas dos partidos políticos PSDB e PSL (atual União Brasil). Nesta nova onda de ataques, foram afetados o serviço de streaming PlayPlus e os sites da RecordTV Rio e RecordTV Paulista.
Em 15 de dezembro, foi anunciado que a Igreja Universal do Reino de Deus iria assumir em definitivo a dramaturgia da RecordTV a partir de janeiro de 2023. A mudança, no entanto, seria apenas financeira, uma vez que o canal se tornaria comprador dos capítulos das telenovelas para colocar no ar e em caso de déficit no orçamento, a Igreja assumiria a responsabilidade já que, com o novo modelo, a emissora reduziria custos, voltando a registrar lucro. No dia seguinte a emissora anunciou que não iria renovar os contratos dos atores Adriana Garambone, Beth Goulart, Camila Rodrigues, Emílio Orciollo Netto, Fernando Pavão e Giuseppe Oristanio, além da autora Cristianne Fridman, adotando o modelo de contrato por obra, a exemplo dos serviços de streaming e de outras emissoras.
2023
Durante os meses de janeiro, abril, maio, julho, agosto e dezembro, a emissora anunciou a demissão de veteranos, sob alegação de baixo rendimento e salários acima dos padrões atuais. Os nomes dispensados foram Arnaldo Duran, Fabíola Gadelha, Georgios Theodorakopoulos, Geraldo Luís, Hebert de Moraes, Janice de Castro, Janine Borba, Lucas Pereira, Luiz Canário, Marcos Hummel, Margarete Beatriz Noe, Mariana Weickert, Maria Paula Bexiga, Marquinhos, Mauro Junior, Mylena Ciribelli, Patrícia Costa, Roberta Piza, Sylvestre Serrano e Thalita Oliveira. A emissora também realizou uma reestruturação na programação, extinguindo os realitys shows Power Couple e Ilha Record devido aos baixos índices de audiência e faturamento em suas últimas temporadas, unificando os dois formatos em um só programa, intitulado A Grande Conquista, com estreia em maio.
Em 30 de março a emissora anuncia a contratação de Cléber Machado, após este ser dispensado da TV Globo devido à política de cortes de gastos na concorrente. A contratação, no entanto, não é fixa e sim por obra, uma vez que o narrador faria apenas a cobertura das finais do Campeonato Paulista.
Em 6 de novembro a emissora lança a sua nova identidade visual, como parte das comemorações dos 70 anos em atividade no país, e com isso sofre mais uma reposição de marca, voltando a se denominar apenas como Record. A mudança também causou o lançamento de novos grafismos em telejornais e o uso de uma fonte própria, intitulada Record Type.
Apesar das demissões durante o ano de 2023, a emissora também anunciou novas contratações sendo elas Walter Casagrande, Renato Marsiglia e Tainá Farfan, além dos retornos de Oliveira Andrade após ter trabalhado na equipe esportiva entre 2002 e 2010, Márcio Canuto depois de uma rápida passagem na cobertura do Paulistão 2022, e Tom Cavalcante depois de uma passagem exitosa entre 2004 e 2011 na equipe de entretenimento, onde comandou o Show do Tom.
2024
A emissora inicia o ano com mais demissões em todas as equipes. Além disso, o canal decide substituir Renato Marsiglia por Sálvio Spínola na equipe do Paulistão 2024 e anuncia a recontratação de Janice de Castro, seis meses após a sua dispensa. Outra substituição foi de Oliveira Andrade por Lucas Pereira, sendo recontratado após cinco meses de ser dispensado. Também anunciou a contratação de Rachel Sheherazade depois de sua passagem na décima quinta temporada de A Fazenda, sendo anunciada como a nova apresentadora da segunda temporada de A Grande Conquista, além de encabeçar o Domingo Record estreando em 25 de agosto.
Em 27 de agosto a emissora fecha um acordo com a Liga Forte Futebol do Brasil, que é representada por Corinthians, Vasco da Gama, Internacional, Fluminense, Cruzeiro, Botafogo, Cuiabá, Fortaleza, Athletico Paranaense, Goiás, Juventude, América Mineiro, CRB, Avaí, Chapecoense, Ceará, Criciúma, CSA, Figueirense, Londrina, Náutico, Sport, Operário-PR, Tombense e Vila Nova para as transmissões da primeira divisão destes clubes como mandantes do Campeonato Brasileiro de Futebol pelas temporadas 2025-2027, marcando o retorno do canal às transmissões do principal torneio de equipes brasileiras profissionais após a última transmissão pela temporada 2006. Além da aquisição do Brasileirão, o canal também anunciou a renovação dos direitos de transmissão do Campeonato Paulista de Futebol até 2029. Visando fortalecer a equipe esportiva, foram anunciadas as recontratações de Cléber Machado, Dodô, Maurício Noriega e Lucas Pereira, além das contratações de Duda Gonçalves, Paloma Tocci, Bruno Piccinato, Jean Brandão e Bruno Laurence.
Mas, volta a softer com novas baixas, incluindo a saída de Rodrigo Faro após 16 anos consecutivos na emissora, causando o fim do Hora do Faro devido ao desgaste do formato tanto em audiência (perdendo a vice-liderança em 2019) como comercialmente, além da demissão de diretores, editores-chefe e alguns repórteres para contenção de gastos, o que causou o encerramento do Repórter Record Investigação (mas que teve assegurado a exibição da temporada 2025, já que todos os episódios foram gravados), do Câmera Record, que passa a ter o espaço ocupado pela nova versão do Esporte Record em janeiro do ano seguinte, e do Domingo Record, que durou apenas quatro meses no ar, sendo cancelado devido aos baixos índices de audiência, tendo como consequência também a não renovação do contrato com Rachel Sheherazade.
2025
Em 17 de janeiro o apresentador do Cidade Alerta, Luiz Bacci, anuncia a sua segunda saída da Record após dez anos de seu retorno à emissora para focar em projetos pessoais. Com isso, o policialesco passa a ser apresentado por Reinaldo Gottino, que já vinha substituindo Bacci em suas ausências.
No dia 9 de março a emissora alcançou um feito histórico na televisão brasileira desde a última vez que assumiu a liderança na média noturna na primeira metade da década de 70. O canal fechou em primeiro lugar no horário nobre (18h às 0h) com 13,5 pontos contra 13,1 da TV Globo na Região Metropolitana de São Paulo, principal metrópole do país, com a transmissão do Clássico Alvinegro pelas semifinais do Paulistão 2025, além da cobertura jornalística do caso Vitória Regina de Sousa no Domingo Espetacular que fora beneficiado pela exibição do torneio de futebol, chegou a registrar o seu maior pico de audiência desde a estreia em 2004 com 21 pontos. A última vez que a emissora carioca fechou na segunda colocação à noite foi em 2002 quando o SBT liderou também numa acirrada disputa com 28 pontos contra 27 da concorrente em maio daquele ano.
 

Em 14 de agosto como uma forma de comemorar os sete anos do lançamento de sua plataforma própria de streaming, o PlayPlus passou por um rebranding e foi renomeado para RecordPlus. A mudança causou a migração de assinantes para o novo serviço e não sofreu mudanças no catálogo, bem como não houve reajuste de valores.